# Pas-de-Calais
Pour les articles homonymes, voir Pas de Calais (homonymie).
Le Pas-de-Calais (/pɑ.d(ə).ka.lɛ/) est un département français, situé dans la région Hauts-de-France, qui doit son nom au détroit « pas de Calais », qui le sépare de l'Angleterre. La préfecture de ce département est Arras. L'Insee et La Poste lui attribuent le code 62.
Le Pas-de-Calais se caractérise par son territoire contrasté regroupant un patrimoine touristique et naturel important d'une part et des zones très urbanisées d'autre part. Il est l'un des départements les plus peuplés de France, porté par son extrémité Est qui, sous l'influence directe de la métropole de Lille, abrite plus de la moitié de sa population sur moins d'un quart de sa surface. S'il ne possède pas de très grande ville, ni de centre urbain polarisant à lui seul tout l'espace départemental, il n'en dispose pas moins d'un réseau équilibré de villes moyennes et secondaires dont les principales sont Calais, Arras, Boulogne-sur-Mer et Lens.
Il fut créé par regroupement de l'ancienne province d'Artois (alentours d'Arras, Béthune, Lens et Saint-Omer) et d'une partie de l'ancien gouvernement de Picardie (le littoral), des territoires qui restent, encore aujourd'hui, assez différents culturellement et économiquement. Jusqu'au 1er janvier 2016, le Pas-de-Calais était rattaché au département du Nord pour former la région Nord-Pas-de-Calais. Aujourd'hui, il constitue avec quatre autres départements, la région Hauts-de-France.
C'est sur le territoire du département, au pied du phare du cap Gris-Nez, point du littoral français le plus proche de l'Angleterre, que se trouve le centre régional opérationnel de surveillance et de sauvetage du Gris-Nez (CROSS Gris-Nez), chargé de surveiller en permanence le trafic dans le pas de Calais, premier détroit international au monde en tonnage.

## Géographie

### Localisation
Le Pas-de-Calais est situé dans le nord de la France, dans la région Hauts-de-France. Il est limitrophe des départements du Nord (dont les communes de Mœuvres, Boursies et Doignies sont enclavées dans le Pas-de-Calais) et de la Somme. Sur environ 100 km, le littoral de la Côte d'Opale est bordé par la Manche (de la frontière avec la Somme jusqu'à Calais) et la mer du Nord (de Calais jusqu'à la frontière avec le Nord). Le département regroupe les territoires français les plus proches du Royaume-Uni, principalement le cap Gris-Nez situé à seulement 30 km des côtes anglaises à vol d'oiseau. Cette façade littorale est l'une des plus riches de France en termes de diversité d'habitats d'intérêt européen.

### Géologie et relief
La superficie du département est de 6 706 km2.
Les reliefs sont faibles (entre 0 et 200 mètres d'altitude) mais assez contrastés dans certaines parties du département (le Boulonnais est là où les différences de relief sont les plus marquées). L'altitude moyenne est de 120 mètres[réf. souhaitée]. Le point culminant du département se trouve entre Boulogne-sur-Mer et Saint-Omer, dans la commune d'Alquines (à 212 m d'altitude).

### Hydrographie
De la base de données Carthage, référentiel du réseau hydrographique français, il ressort que le réseau hydrographique du Pas-de-Calais comprend 51 cours d'eau permanents de longueur supérieure à 10 km et dont le cours est en partie ou en totalité dans le département du Pas-de-Calais.
Les principaux fleuves et rivières traversant le département sont l'Aa, l'Authie, la Canche, la Hem, la Liane, la Lys, la Ternoise et la Scarpe.
La partie nord du département, territoire le plus bas de France, dans un triangle compris entre les communes de Calais, Saint-Omer et Dunkerque, et traversé par le fleuve côtier l'Aa et par la rivière la Hem, abrite de nombreux watringues (ou watergangs). Ces artères artificielles, typiques de cette zone, d'une longueur de 1 500 kilomètres, ont été créées par les Hommes pour assécher les terres et protéger les polders (étendue artificielle de terre gagnée sur l'eau). L'eau y est prélevée pour être renvoyée vers la mer, soit à marée basse quand les écluses s'ouvrent ou soit par des pompes électriques. La gestion des wateringues est confiée à l'Institution intercommunale des wateringues (IIW) qui est chargée d'évacuer les crues et d'entretenir les plus grands ouvrages d'évacuation à la mer et pompes de gros débit, et par les huit « sections des wateringues » gérées par des associations de propriétaires, essentiellement des agriculteurs, chargées de l'entretien des fossés, et des stations de pompages de moindres importances,.

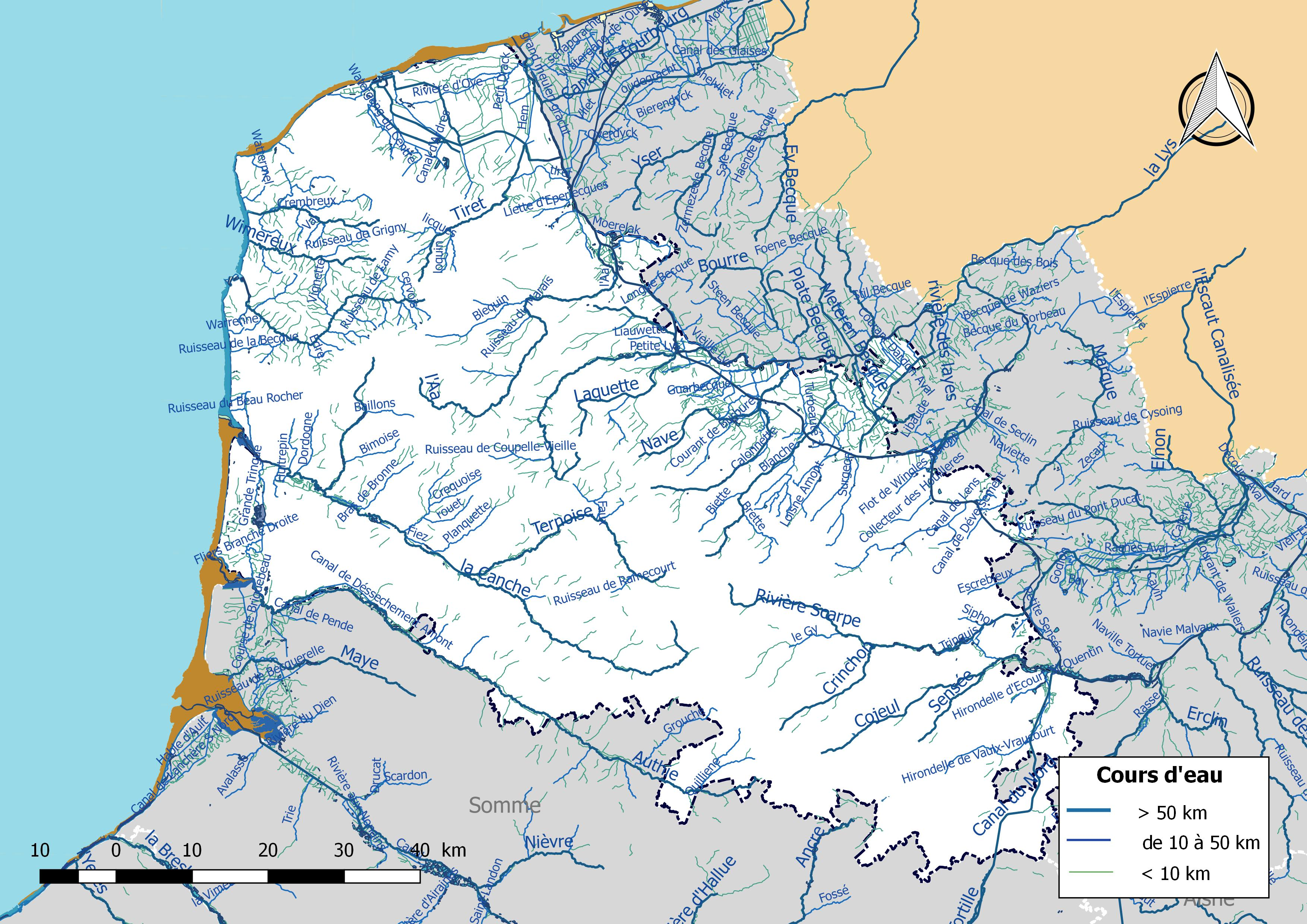
Les cours d'eau du Pas-de-Calais.

### Climat
Le climat du Pas-de-Calais est de type océanique. Les amplitudes thermiques sont faibles, les hivers sont doux, les étés sont tempérés grâce à la brise marine et les précipitations sont régulières. Il existe des contrastes climatiques au sein du département : le caractère océanique étant plus marqué sur les côtes que dans les terres, et les reliefs étant les plus arrosés par les précipitations. La moyenne annuelle des températures est d'environ 11 °C dans tout le département.

### Architecture locale et paysages
Le littoral alterne entre les stations balnéaires à l'architecture typique anglo-normande et les sites naturels (caps, dunes et plages), pour certains protégés par le conservatoire du littoral, avec également des places urbaines et portuaires importantes que sont les agglomérations de Calais et de Boulogne-sur-Mer.
Le bassin minier, situé autour de Béthune et Lens et qui se prolonge dans le département du Nord vers Douai et Valenciennes, garde des traces importantes de son passé ouvrier. Le paysage est marqué par les monts de résidus miniers appelés « terrils » et par une architecture urbaine et industrielle. Dans les cités ouvrières sont visibles les « corons », habitats des mineurs reconnaissables à leur forme et leurs briques rouges.
La ville d'Arras est connue pour ses deux places baroques et leurs façades qui s'alignent avec leurs pignons à volutes.
L'agglomération de Saint-Omer est connue pour son vaste marais, réserve naturelle nationale, classé au titre de la Convention de Ramsar. On y retrouve une architecture flamande maritime, marquée par la brique de sable, et une architecture traditionnelle flamande marquée par la brique rouge.
Le centre et le sud du département sont davantage ruraux et agricoles. Le pays des Sept Vallées, surnommé le « poumon vert du Pas-de-Calais », en est un exemple. Les collines de l'Artois contrastent entre la plaine picarde et les plaines des Flandres. Le relief, assez accidenté par endroit, s'incurve lentement à l'Est vers les Flandres, selon un axe Nord-Ouest/Sud-Est. Au sud du département, l'influence picarde se ressent dans une architecture marquée par la pierre et la craie blanche.
Les espaces boisés, dont la part occupée dans la superficie du département est assez faible en comparaison avec le reste du pays, sont principalement répartis dans le Boulonnais et le sud de la Côte d'Opale.

Paysages du Pas-de-Calais
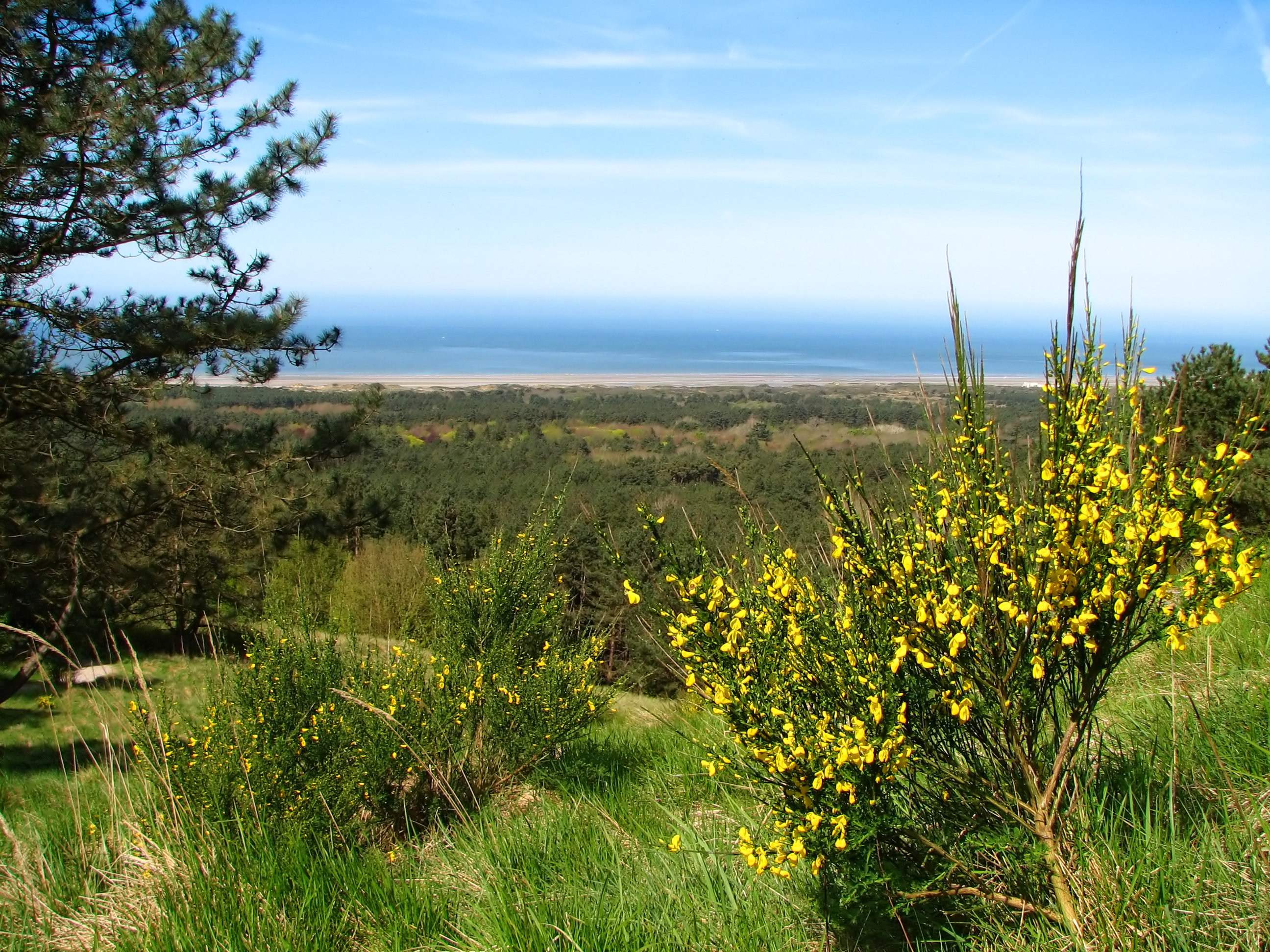
Vue de la Manche depuis le Mont Saint-Frieux, entre Boulogne et Le Touquet, sur la Côte d'Opale.
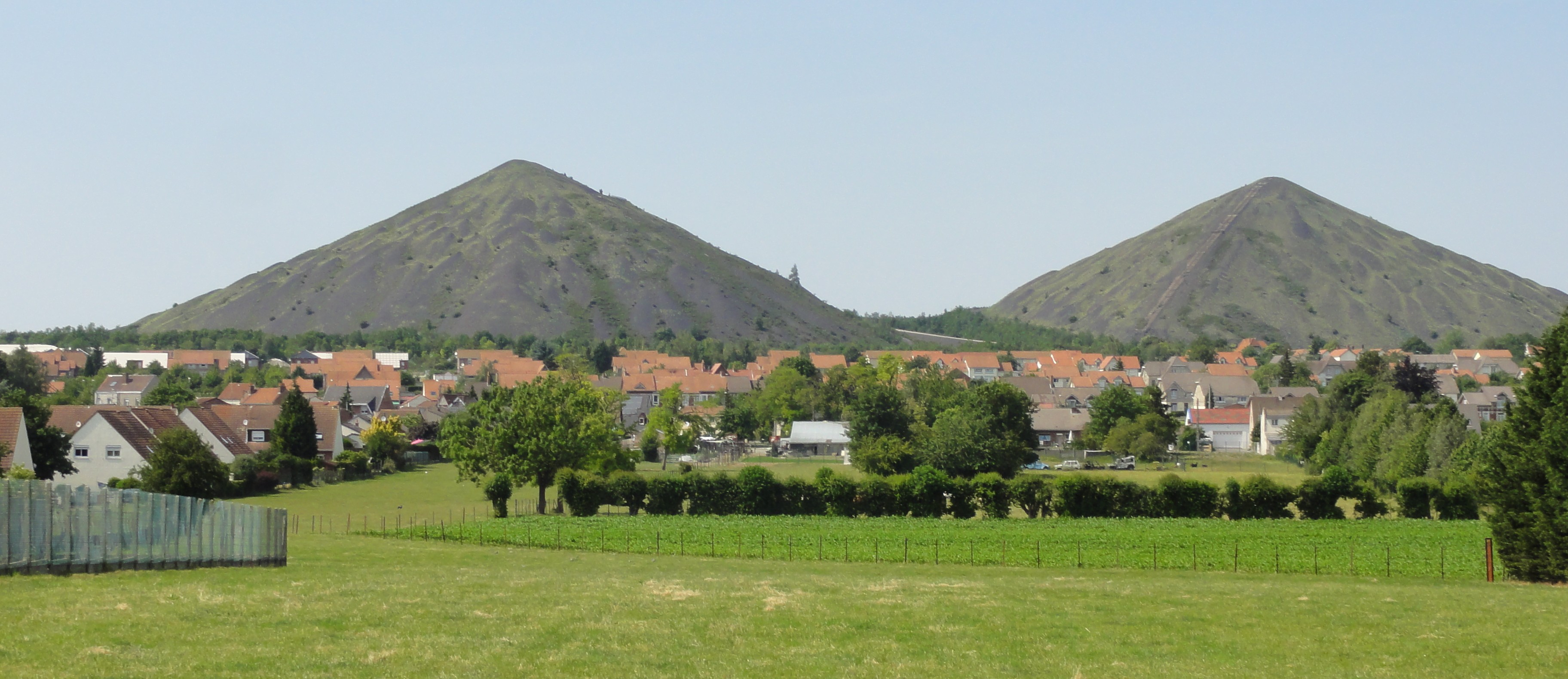
Les terrils du 11-19 à Loos-en-Gohelle, près de Lens, dans bassin minier.
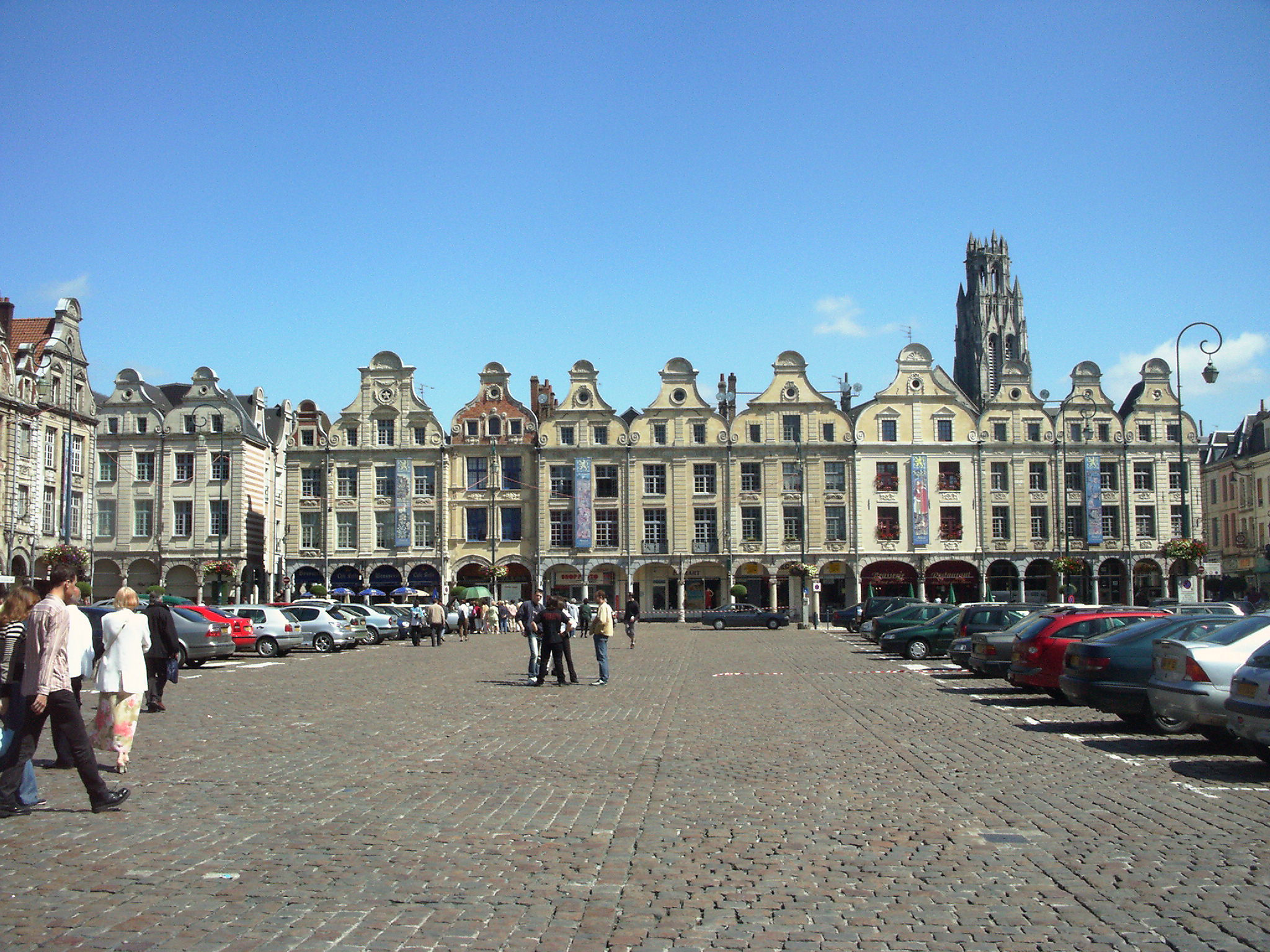
La place des Héros à Arras.
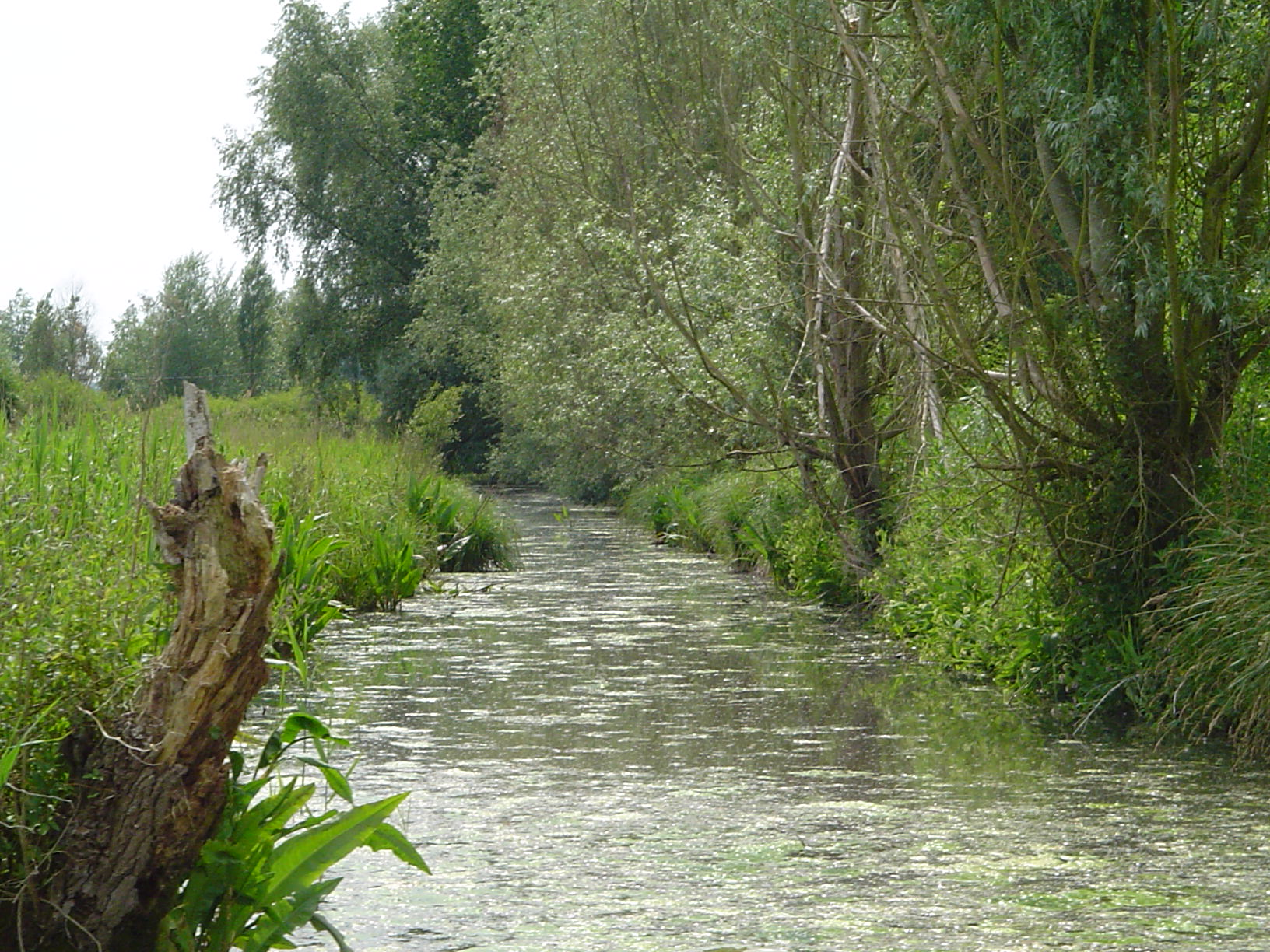
Le marais audomarois, près de Saint-Omer.

Architecture traditionnelle picarde dans le sud du Pas-de-Calais
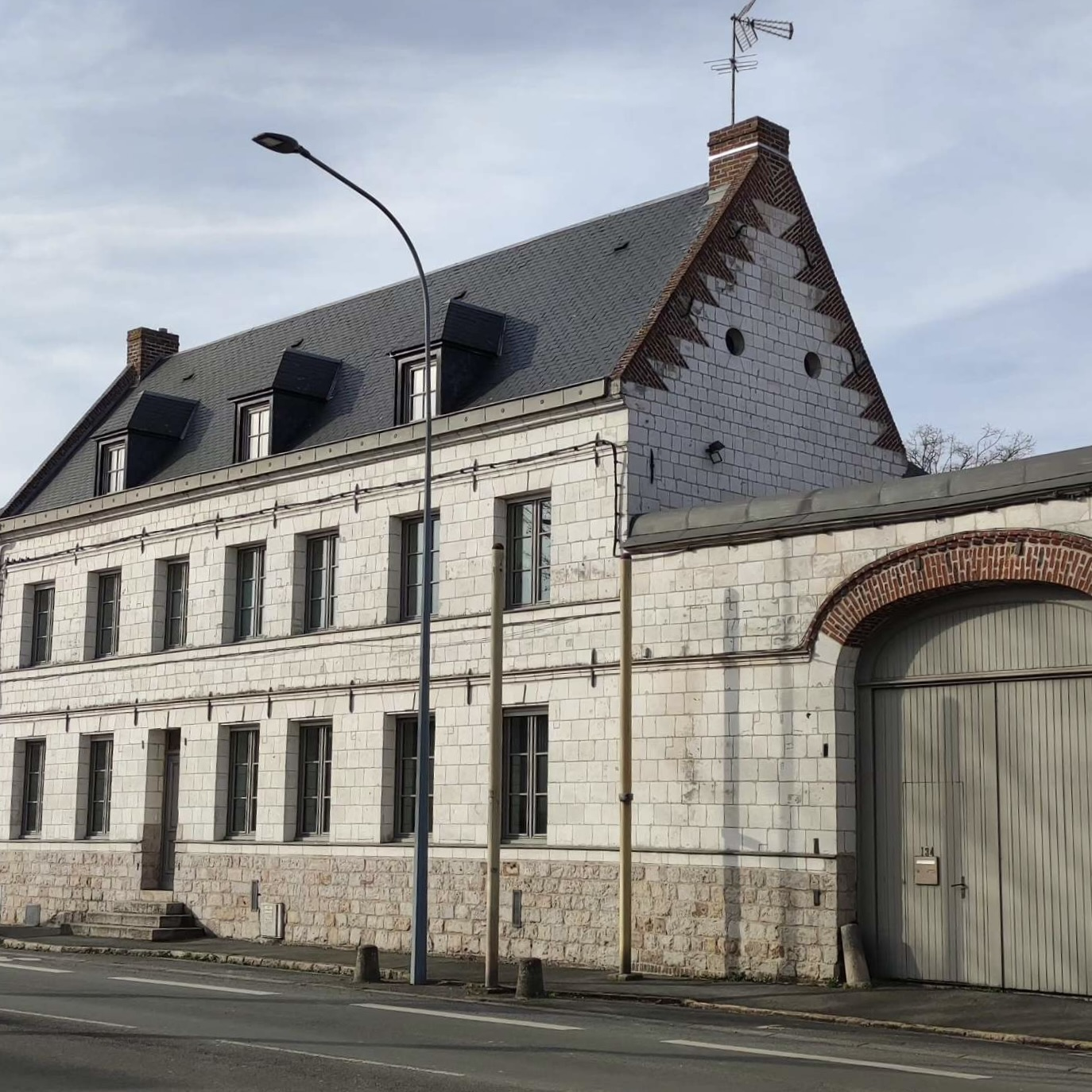
Demeure en pierre avec pignon picard à Arras
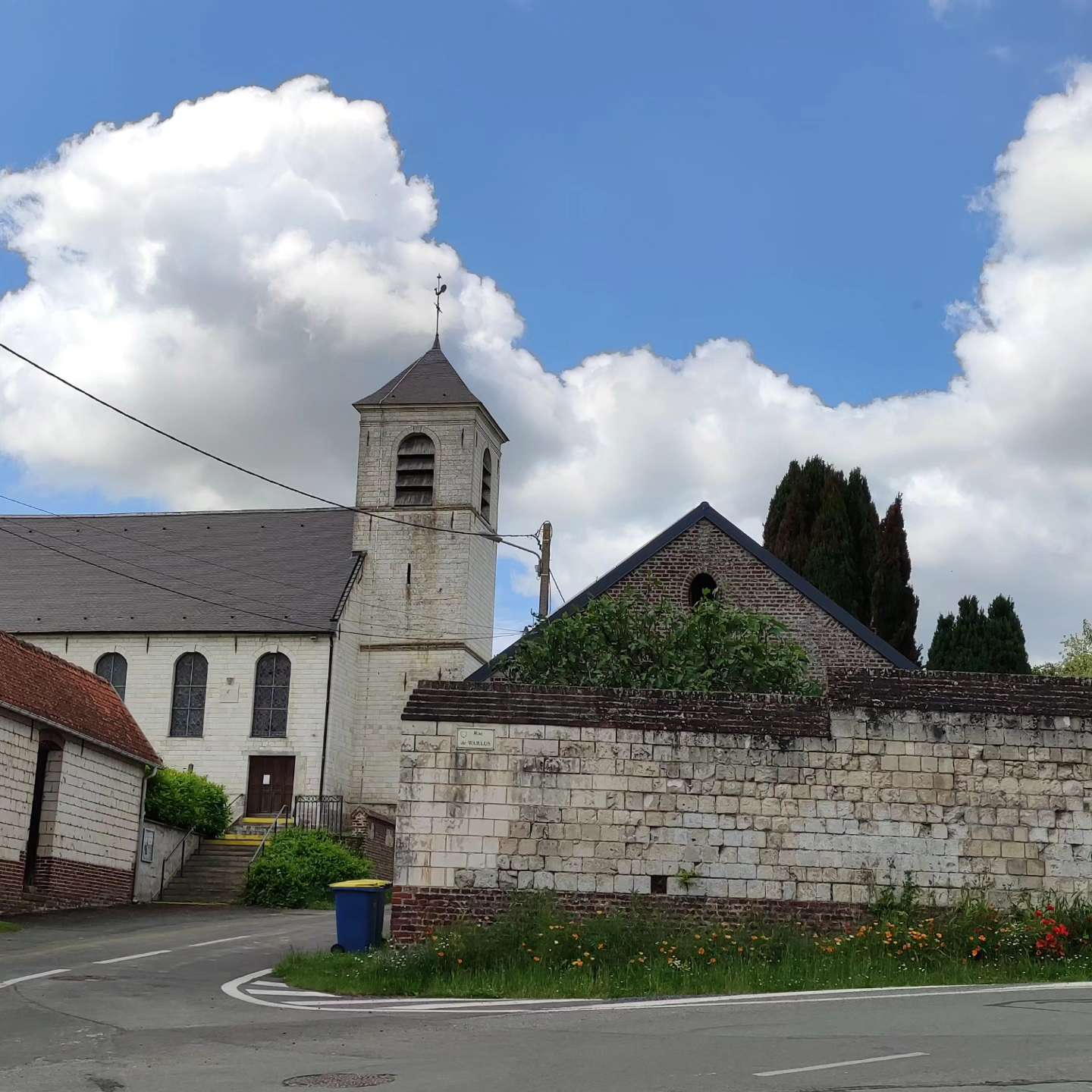
Architecture de craie blanche à Berneville à l'ouest d'Arras
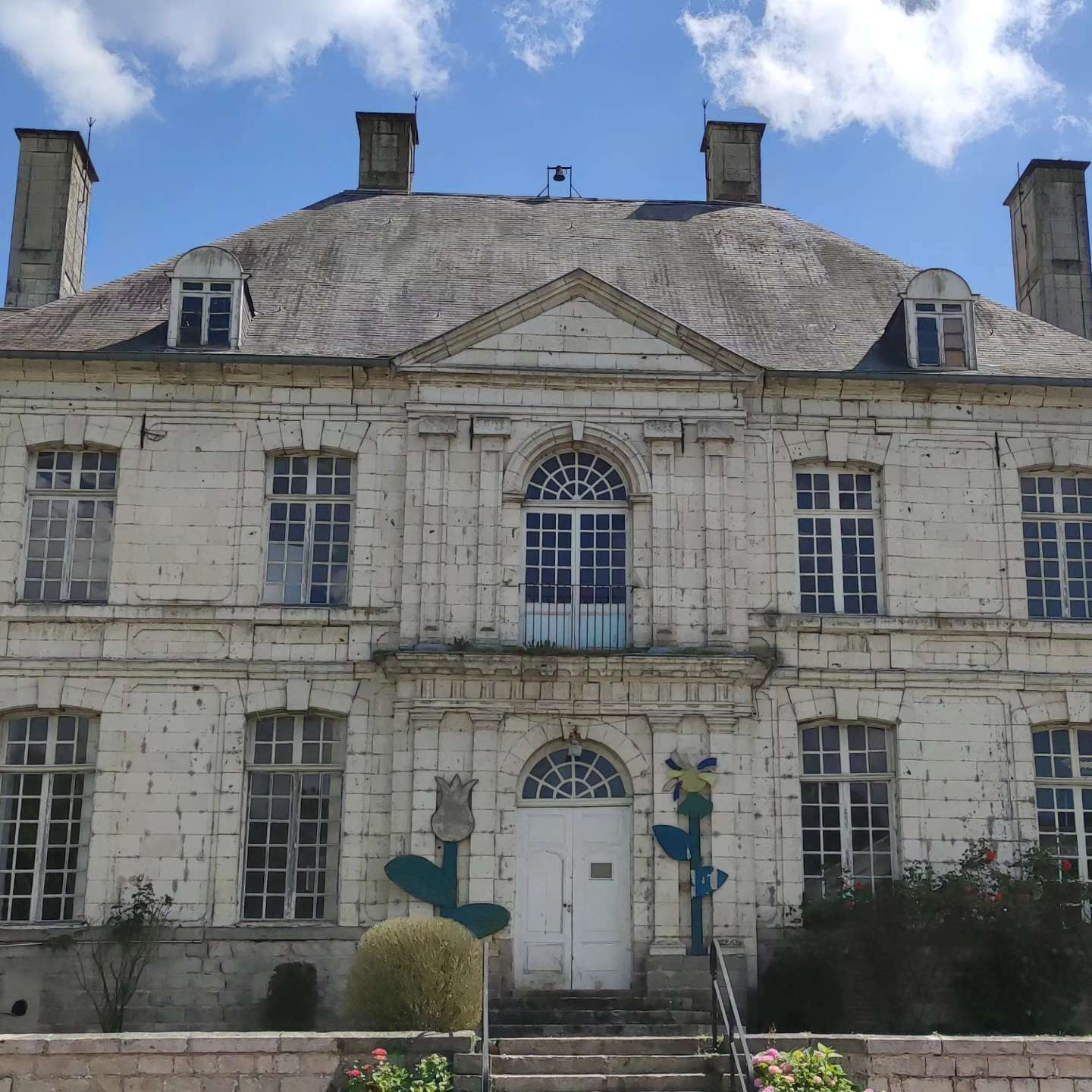
Château de Clairefontaine à Duisans
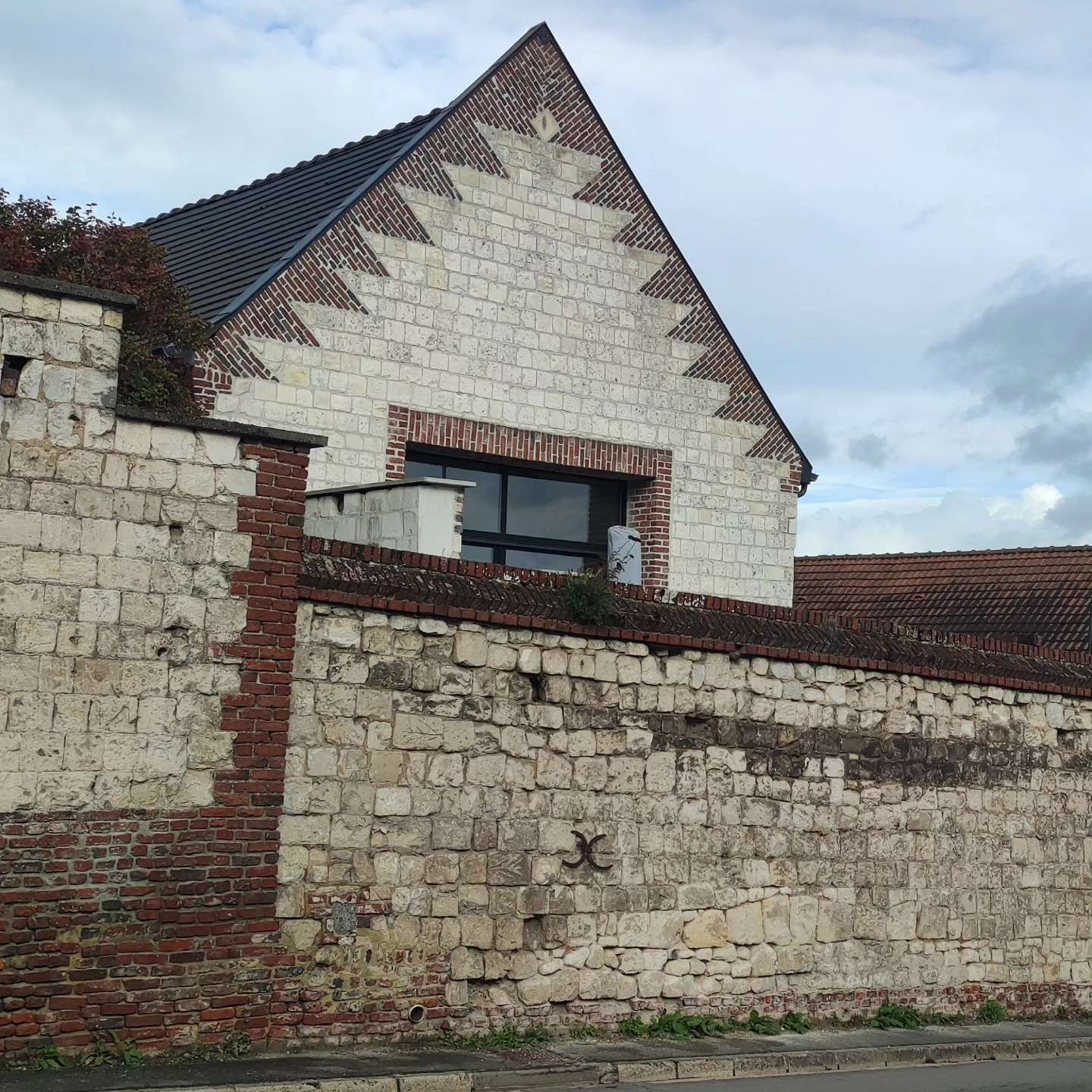
Pignon à couteau picard à Saint-Nicolas-lez-Arras.
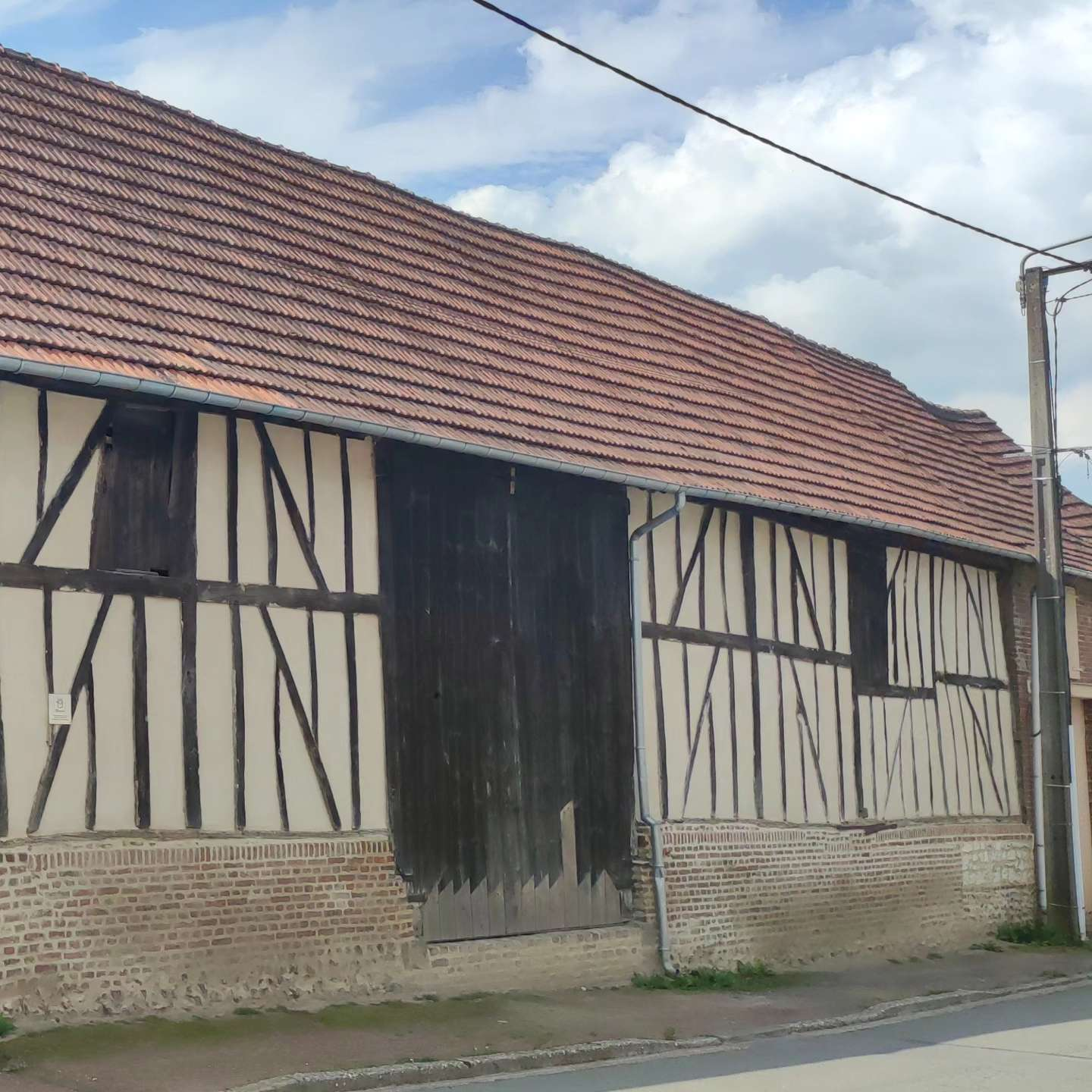
Maison à colombage à Bienvillers-au-Bois
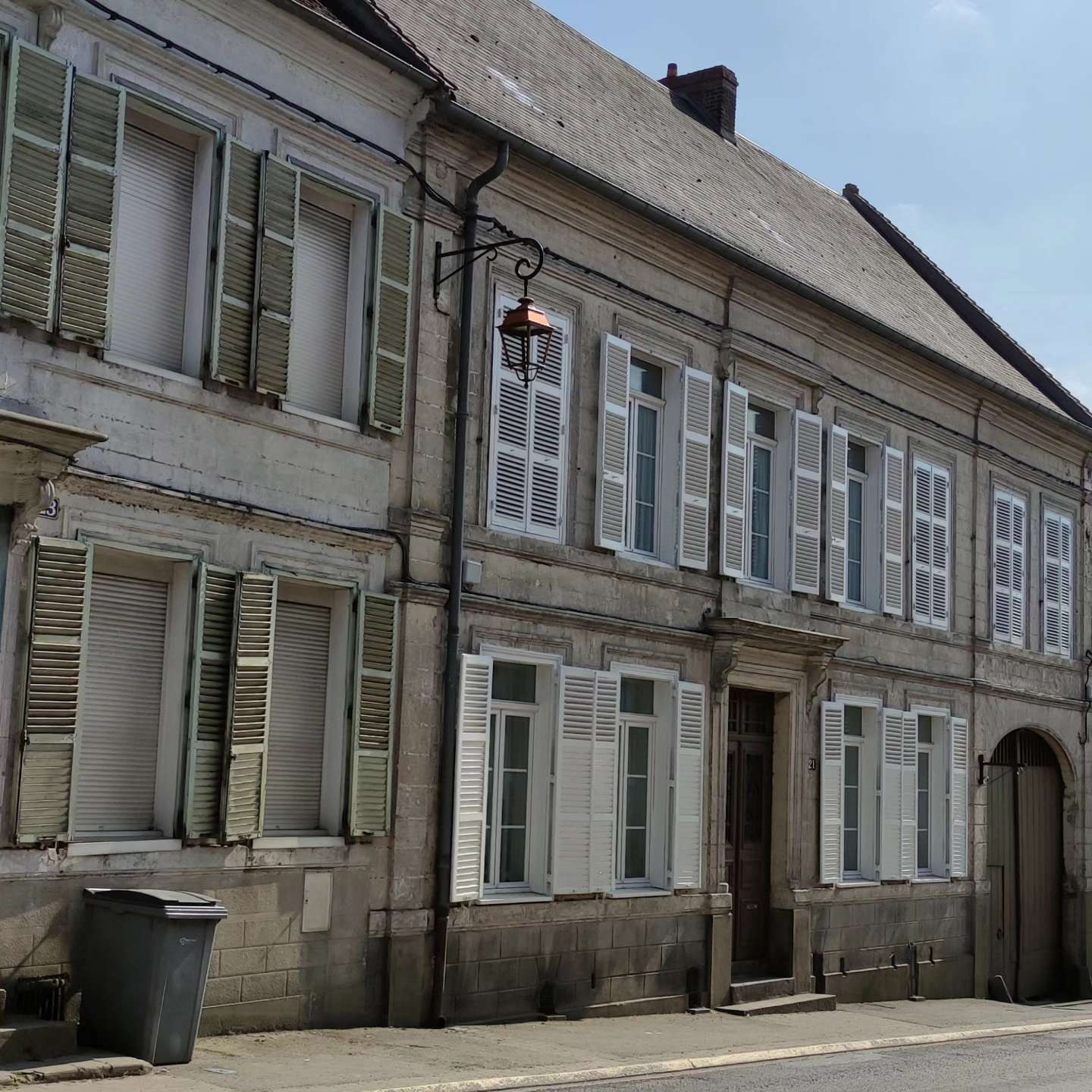
Rues typiques à Avesnes-le-Comte
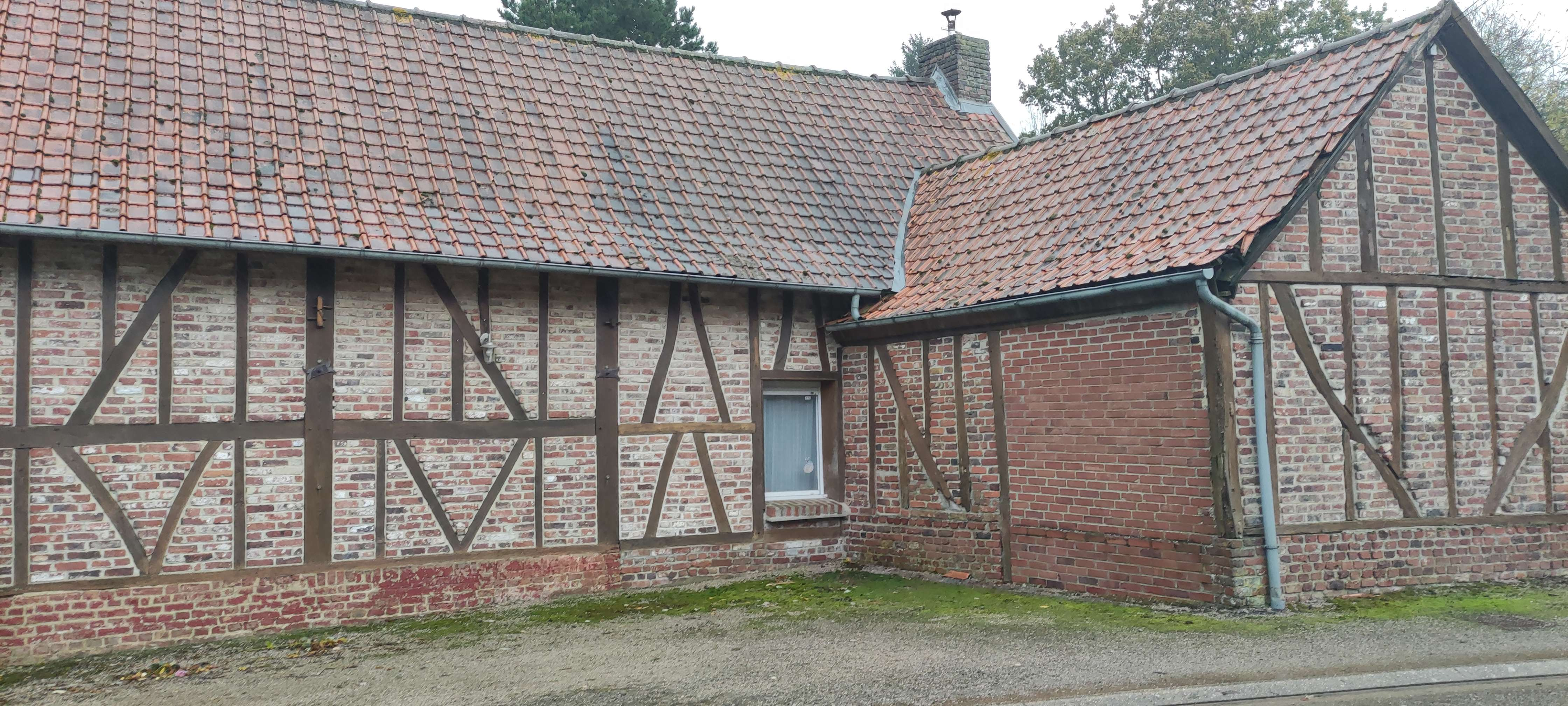
Ferme picarde avec colombages à Moncheaux-lès-Frévent près de Saint-Pol-sur-Ternoise

Architecture traditionnelle flamande dans le nord-est du Pas-de-Calais
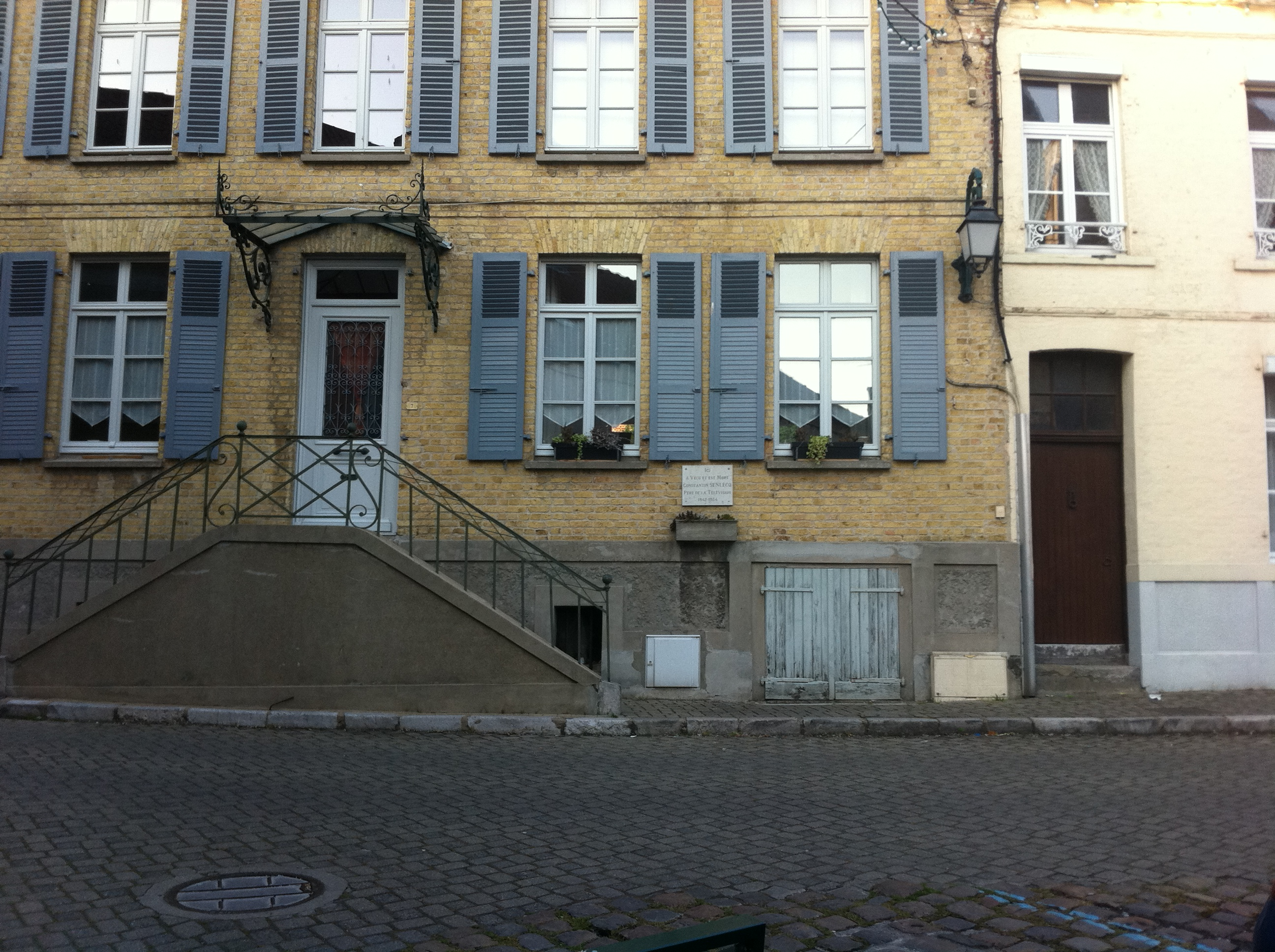
Maison en briques de sable à Ardres
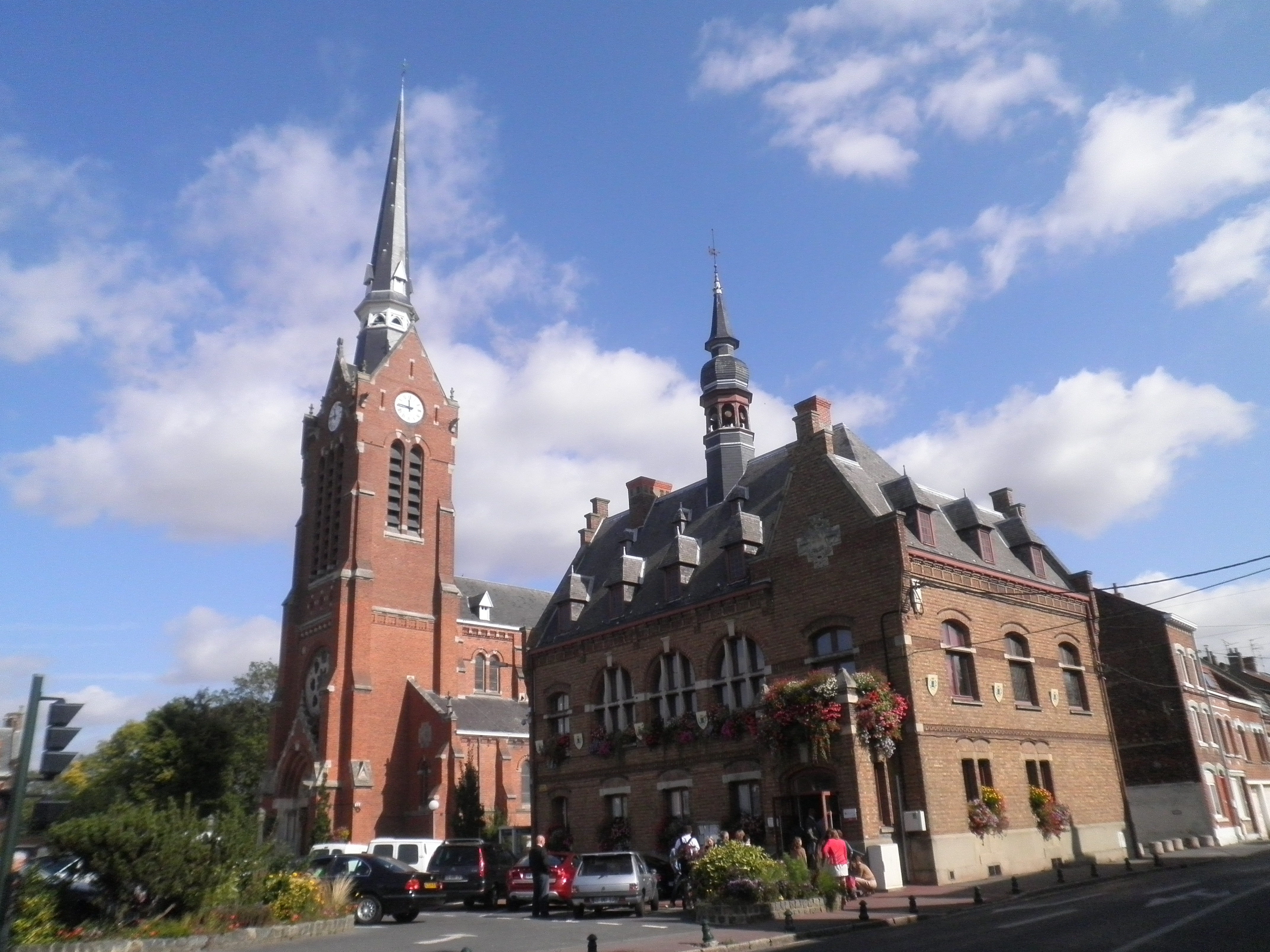
Bourg typique des Flandres à Laventie au nord de Béthune
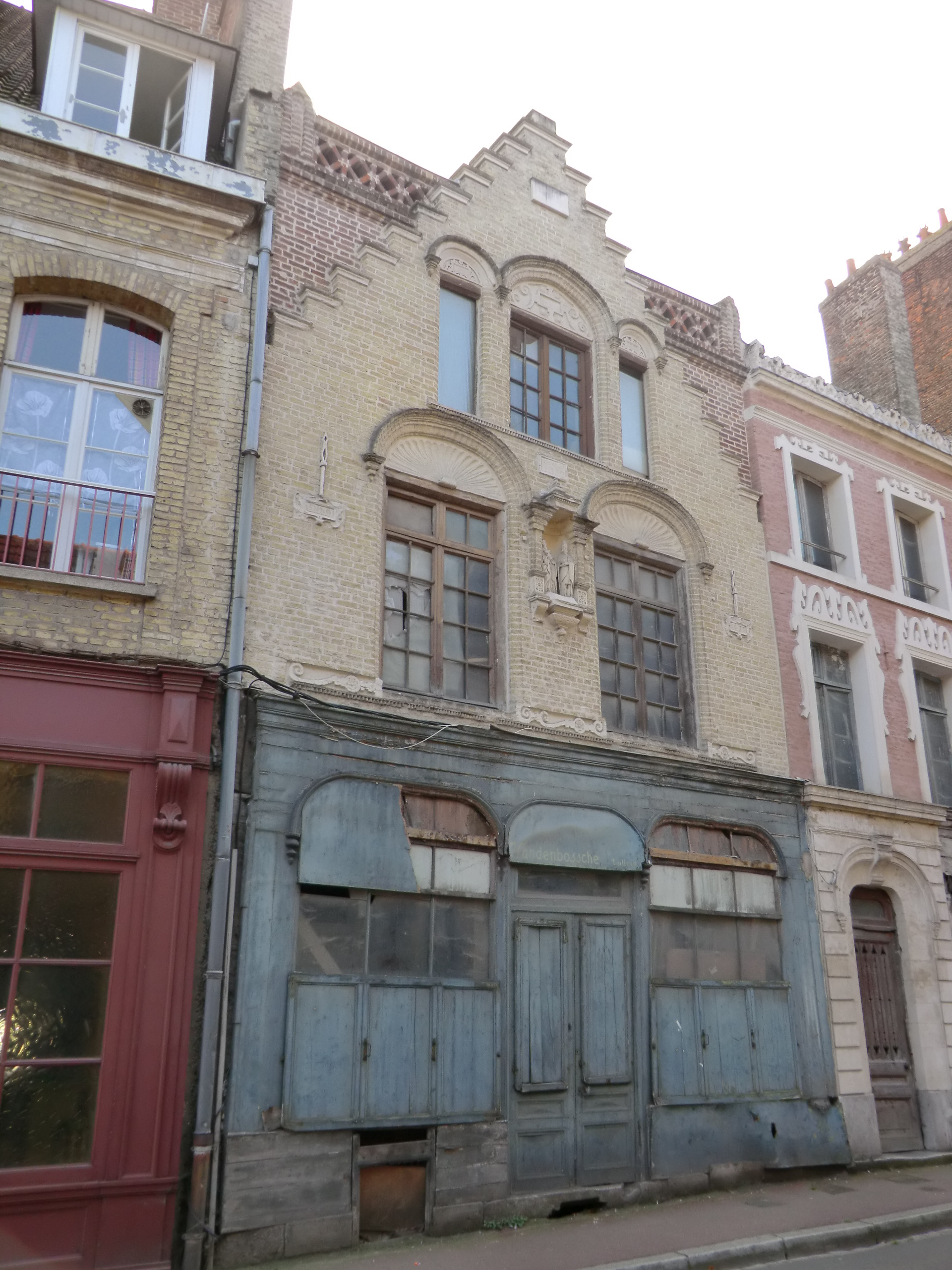
Pignon flamand en briques de sables à Saint-Omer
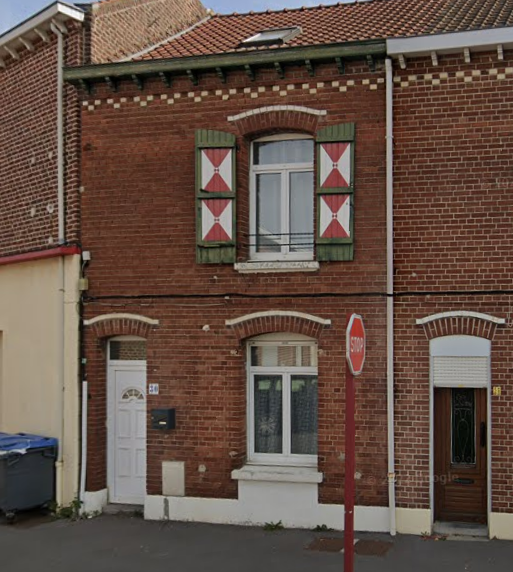
Maison traditionnelle flamande à Violaines à l'est de Béthune près de La Bassée
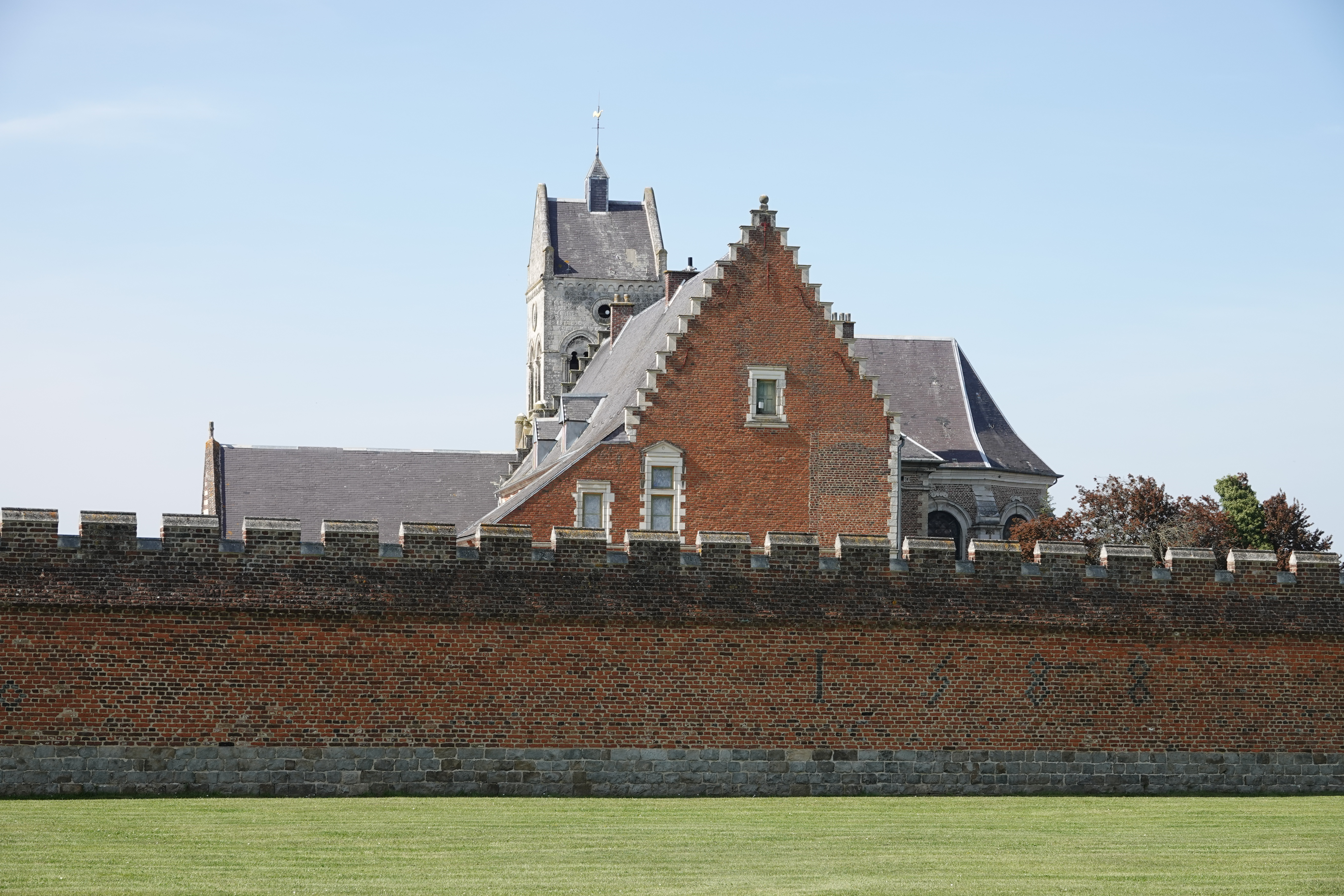
Ancienne prévoté de Labeuvrière à l'est de Béthune
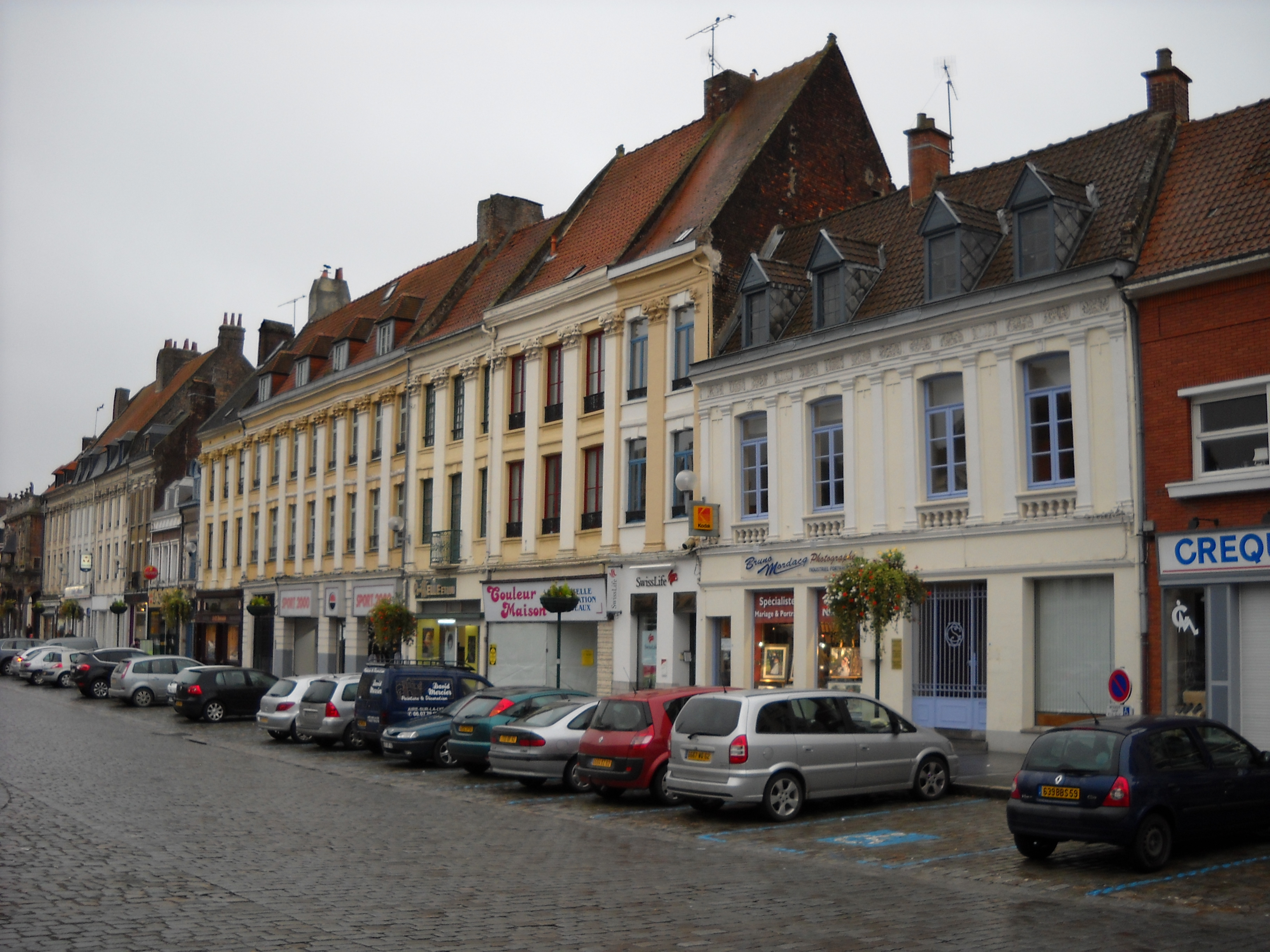
Aire-sur-la-Lys

Architecture anglo-normande sur le littoral du Pas-de-Calais
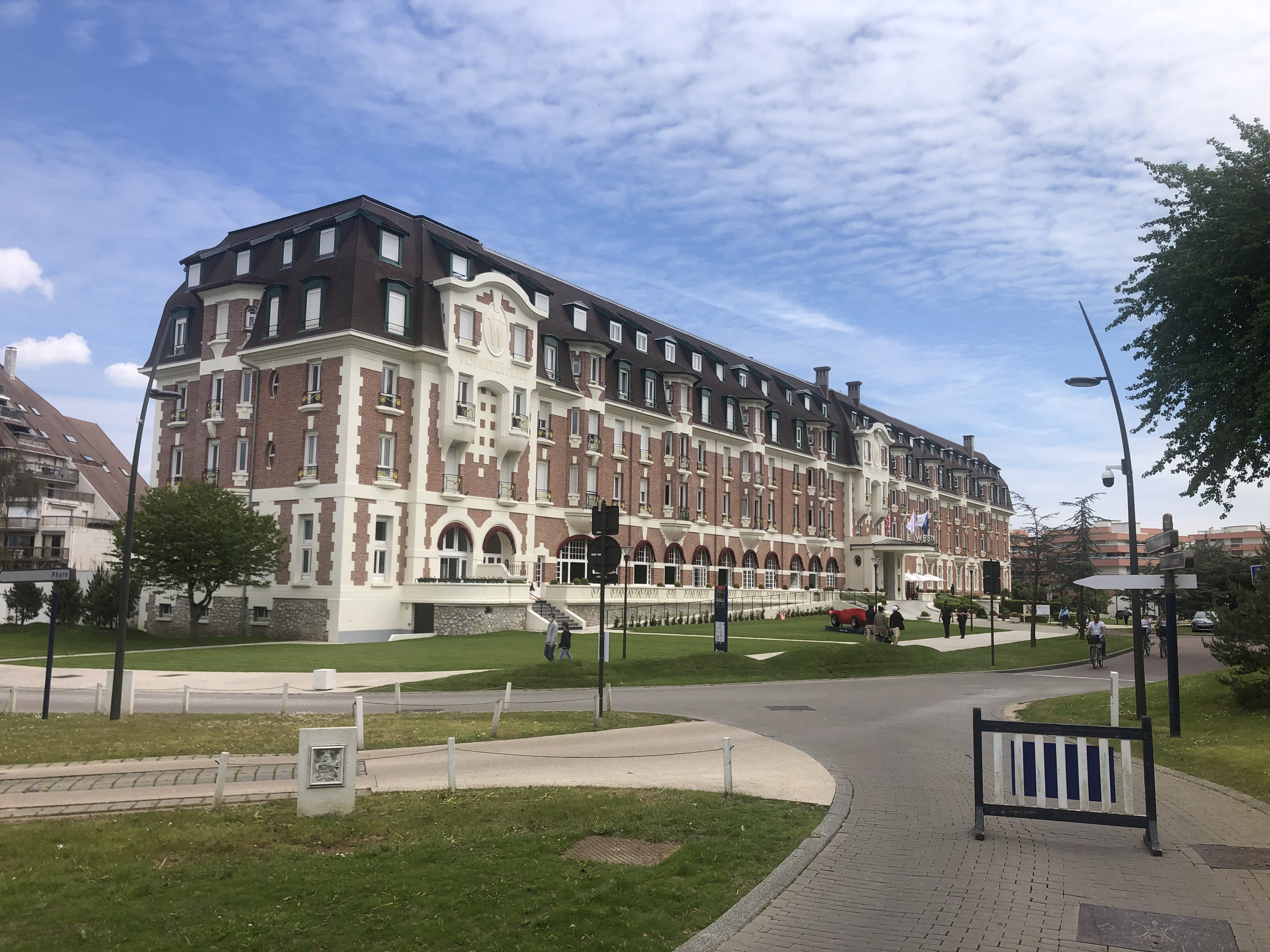
L'hôtel Westminster au Touquet-Paris-Plage.
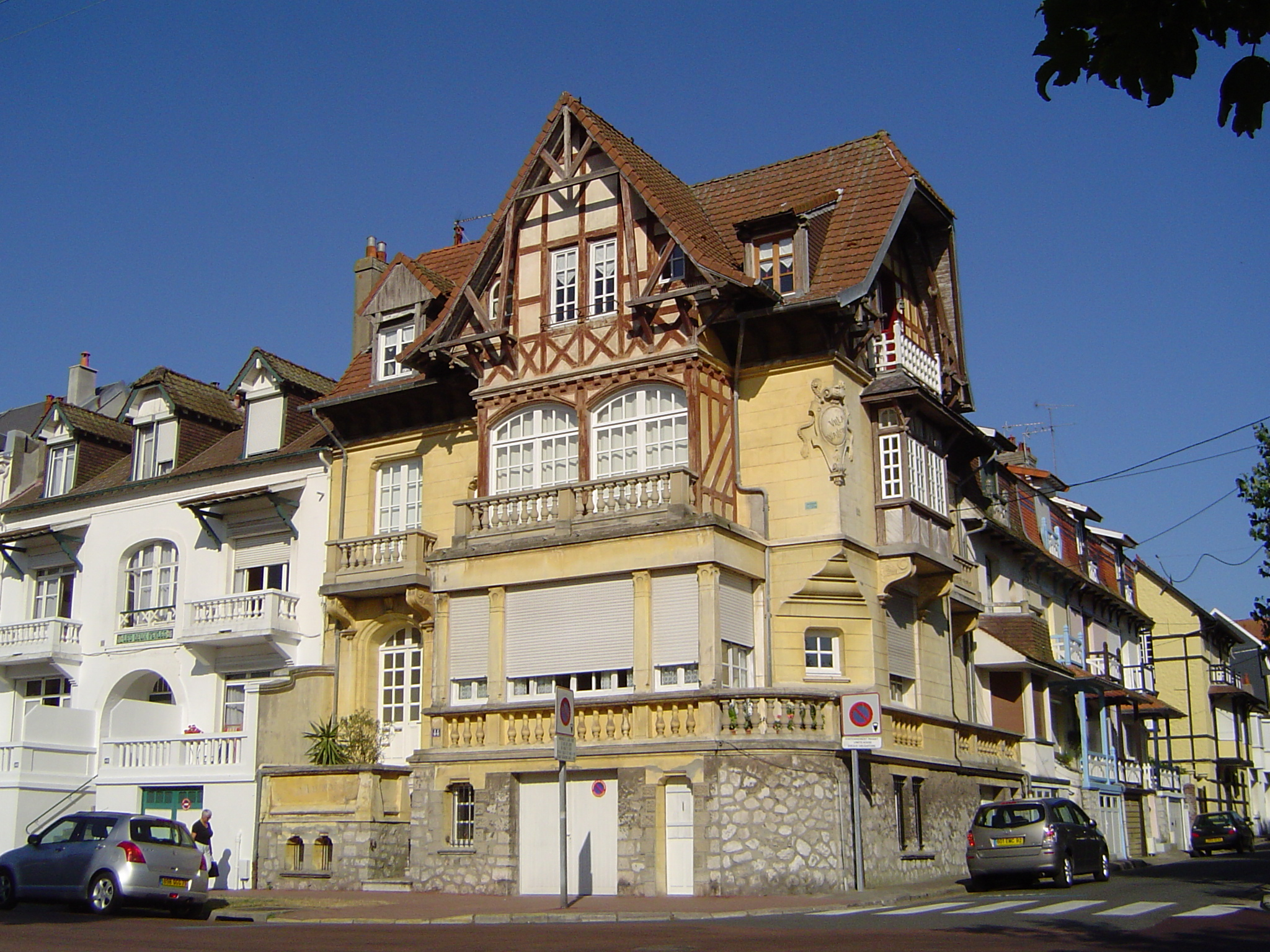
La Villa Wallonne au Touquet-Paris-Plage.
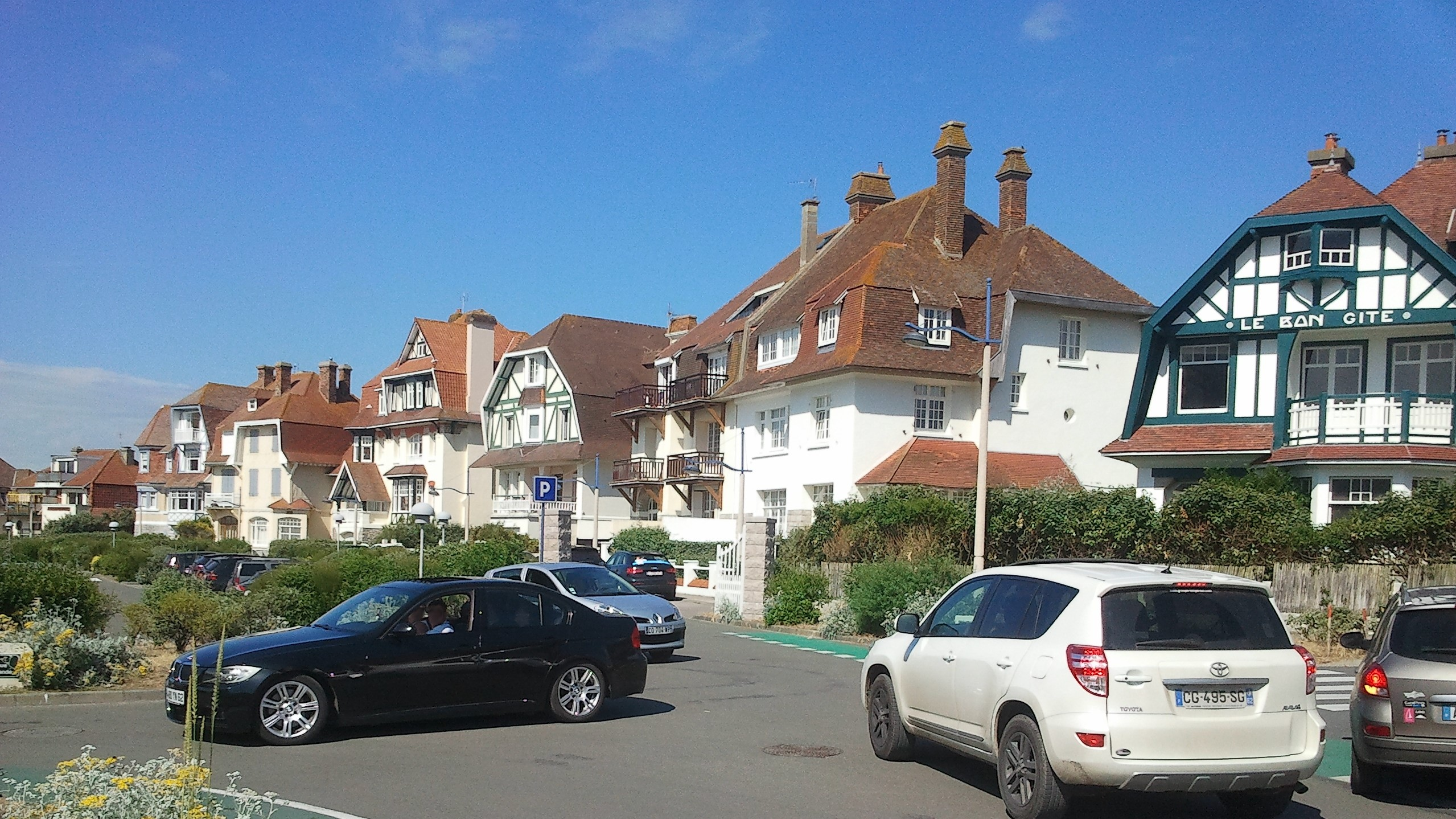
Villas à Hardelot-Plage.
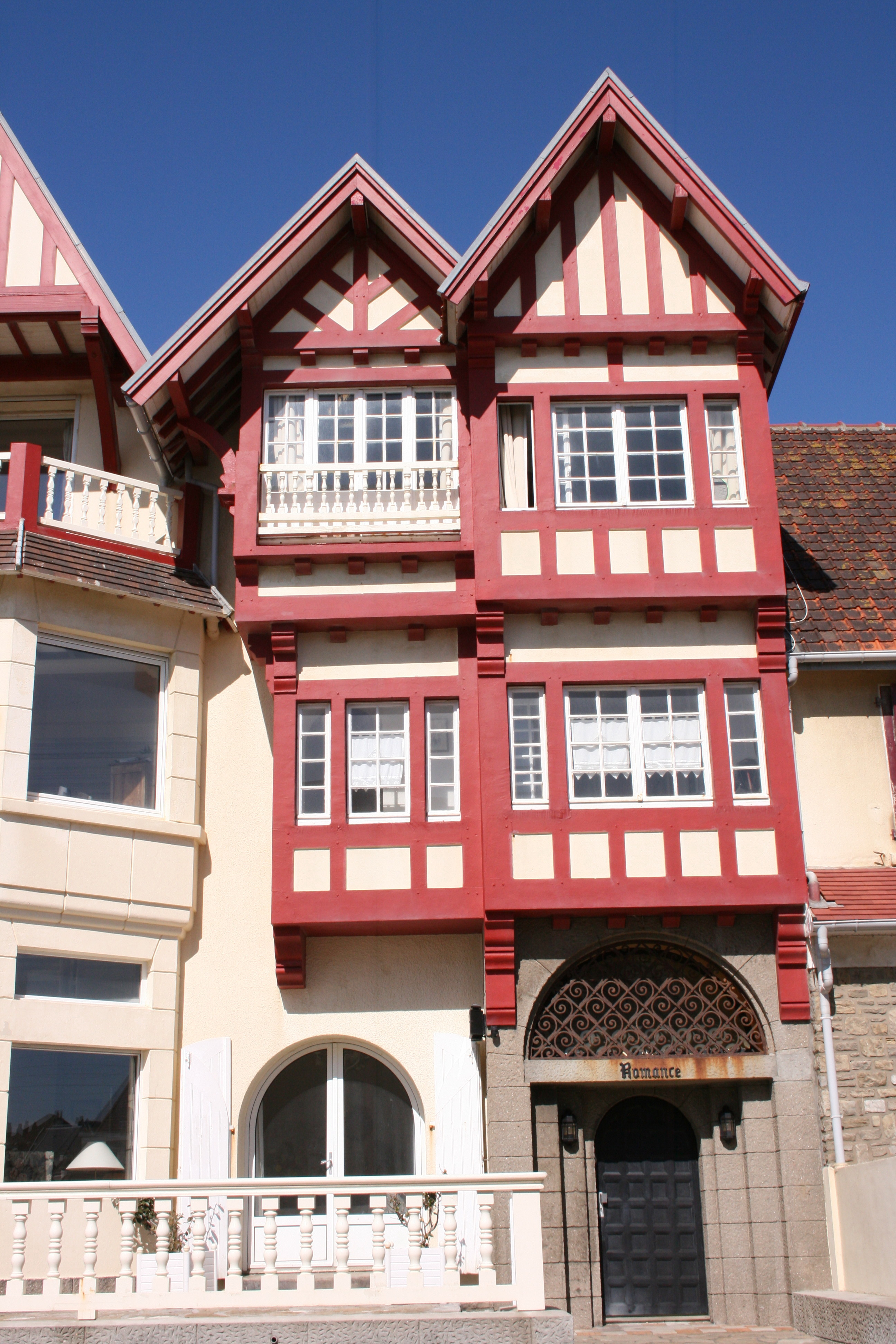
Villa à Wimereux.
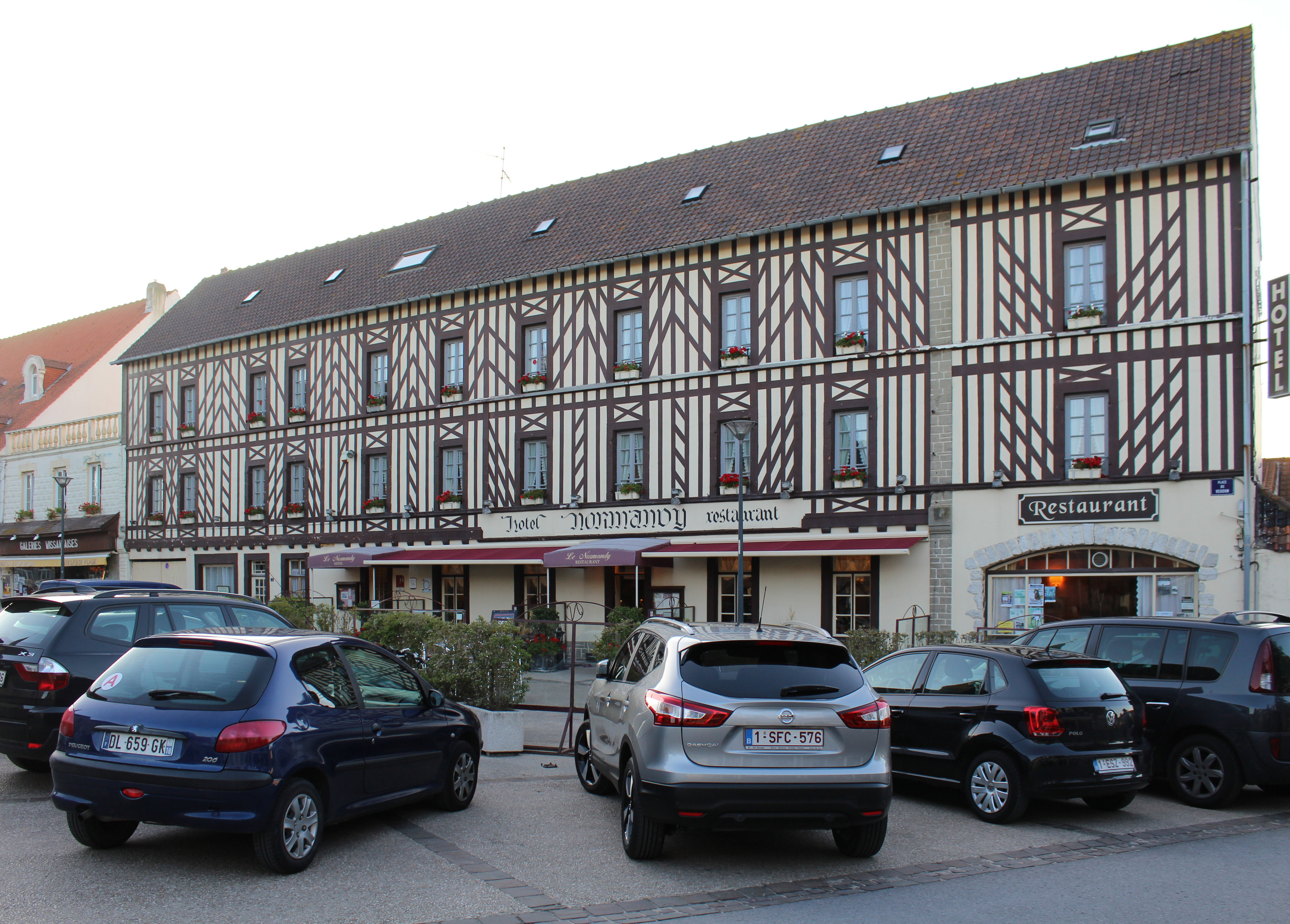
Hôtel à Wissant.

### Milieux naturels et biodiversité
Eden 62, dépendant du conseil départemental du Pas-de-Calais, est un syndicat mixte qui gère des réserves et des sites naturels à travers le département. Eden 62 emploie 100 personnes, dont 80 gardes-nature. Certaines animations sont organisées par le syndicat « Les Clubs Eden » pour sensibiliser les plus jeunes aux grands enjeux de l'environnement par la découverte d'un site.
Le Pas-de-Calais compte parmi les départements contenant le plus d'éoliennes, avec par exemple Fruges et ses bientôt 100 éoliennes en partenariat avec Ostwind, faisant de ce parc l'un des plus grands de France.

## Urbanisme

### Logement

#### Résidences secondaires
Selon le recensement général de la population du 1er janvier 2008, 6,7 % des logements disponibles dans le département étaient des résidences secondaires.
Ce tableau indique les principales communes du Pas-de-Calais dont les résidences secondaires et occasionnelles dépassent 10 % des logements totaux en 2008 :
| Commune                | Population sdc. | Nombre de logements | Résidences secondaires | % résidences secondaires |
| ---------------------- | --------------- | ------------------- | ---------------------- | ------------------------ |
| Le Touquet-Paris-Plage | 5 076           | 12 171              | 9 184                  | 75,46 %                  |
| Camiers                | 2 703           | 4 157               | 3 056                  | 73,51 %                  |
| Merlimont              | 3 059           | 5 133               | 3 684                  | 71,78 %                  |
| Conchil-le-Temple      | 974             | 1 113               | 748                    | 67,16 %                  |
| Neufchâtel-Hardelot    | 3 793           | 4 795               | 3 219                  | 67,14 %                  |
| Wissant                | 1 051           | 1 373               | 894                    | 55,13 %                  |
| Cucq (Stella-Plage)    | 5 173           | 6 836               | 4 352                  | 63,66 %                  |
| Salperwick             | 500             | 393                 | 213                    | 54,16 %                  |
| Audresselles           | 712             | 594                 | 301                    | 50,67 %                  |
| Audinghen              | 582             | 520                 | 260                    | 49,94 %                  |
| Ambleteuse             | 1 854           | 1 539               | 756                    | 49,10 %                  |
| Brimeux                | 736             | 524                 | 215                    | 40,93 %                  |
| Verton                 | 2 276           | 1 550               | 616                    | 39,74 %                  |
| Vimy                   | 4 307           | 1 995               | 9                      | 0,5 %                    |
| Groffliers             | 1 476           | 934                 | 357                    | 38,25 %                  |
| Berck                  | 15 124          | 11 790              | 3 914                  | 33,19 %                  |
| Wimereux               | 7 386           | 4 272               | 1 135                  | 26,57 %                  |

Sources :
- Source Insee, chiffres au 01/01/2008.

### Voies de communication et transports

#### Voies de communication
Le département est traversé par plusieurs autoroutes : l'A1 (Paris-Arras-Lille), l'A16 (Paris-Côte d'Opale), l'A21 (bassin minier) et l'A26 (Calais-Arras-Reims). S'y ajoutent plusieurs routes importantes au niveau départemental : la N17 (Arras-Lens), la N42 (Boulogne-Saint-Omer), la N47 (Lens-La Bassée), la D928 (Saint-Omer-Abbeville) et la D939 ou « route de la mer » (Arras-Berck).
L'Angleterre est accessible rapidement depuis l'agglomération calaisienne, en bateau ou par le tunnel sous la Manche.

#### Transports
Le département abrite environ 80 gares desservies par des TER Hauts-de-France. La gare de Calais-Fréthun permet de rejoindre Lille et Paris en TGV ainsi que Londres et Bruxelles en Eurostar. D'autres gares sont desservies par des TGV : les gares de Calais-Ville, Boulogne-Ville, Étaples-Le Touquet et Rang-du-Fliers sur une première ligne et celles d'Arras, Lens et Béthune sur une autre.
Le réseau d'autocars Oscar, géré par le conseil départemental du Pas-de-Calais, dessert toutes les communes du département. D'autres réseaux desservent les différentes agglomérations : Artis à Arras, Imag'in à Calais, Marinéo à Boulogne-sur-Mer, Tadao à Lens et Béthune, etc.
Le canal Seine-Nord Europe (CSNE), reliant l'agglomération parisienne avec le réseau fluvial du Nord de la France et du Benelux et dont l'ouverture est prévue en 2030, traverse onze communes du sud-est du département.

### Énergie

#### Méthanisation
En 2023, le département est équipé de 18 unités de méthanisation par injection de biométhane dans les réseaux publics de gaz naturel et trois unités sont en construction. Dans les Hauts-de-France, 90 unités fournissent du biométhane, l’équivalent de 300 000 logements neufs.

### Risques naturels et technologiques

#### Risque mouvements de terrains
Le Journal officiel du 3 mai 2023 publie la liste des 77 communes du Pas-de-Calais pour lesquelles l’état de catastrophe naturelle est reconnu au titre de la sécheresse en date du 1er avril ou 1er juillet 2022 au 30 septembre 2022 et des mouvements de terrain consécutifs.

#### Crues et inondations de l'hiver 2023-2024

##### Novembre 2023
Début novembre 2023, après avoir subi la tempête Ciarán, dans l'Audomarois, le Boulonnais et le Montreuillois, 247 communes du Pas-de-Calais, soit presque un tiers des communes du département, subissent des inondations à la suite des pluies exceptionnelles qui ont entrainé les crues de l’Aa, de la Canche, de la Course, de la Hem et de la Liane. Ces inondations entrainent la fermeture de 1 290 établissements scolaires et l’évacuation des habitants de certaines communes. 7 200 personnes n'ont pas accès à l'eau potable et 550 foyers sont privés d'électricité,,,,,. 
Sur le réseau routier, 37 axes sont coupés, soit environ 105 kilomètres. Le trafic ferroviaire est interrompu à la suite d’affaissements de talus sur la ligne d’Étaples - Boulogne-sur-Mer, la reprise du trafic est estimée en février 2024, et à la suite des inondations et de flux d’eau sur des portions de voies de la ligne de Saint-Pol-sur-Ternoise – Étaples, le délai pour reprise du trafic est estimé à plusieurs mois.
Le Président Emmanuel Macron, accompagné de son épouse, qui s’est rendu, le 14 novembre, sur les lieux des inondations, annonce qu’un fonds d’urgence de soutien de 50 millions d’euros à destination des collectivités touchées est mis en place, qu’un classement en catastrophe naturelle de toutes les communes qui l’ont demandé est effectif dès le lendemain et qu’un fonds exceptionnel de soutien pour les agriculteurs touchés par les tempêtes sera lancé. Un bilan de la situation du département au 13 novembre donne 214 communes classées en état de catastrophe naturelle, 5 000 habitations touchées et 1 400 personnes évacuées. Le ministre de l’Intérieur Gérald Darmanin et la ministre de la Transition énergétique Agnès Pannier-Runacher sont venus le 8 novembre 2023, suivis de la Première ministre, Élisabeth Borne le 16 novembre 2023, puis du ministre de l'Économie et des Finances Bruno Le Maire le 20 novembre 2023.

##### Janvier 2024
Début janvier 2024, à la suite de fortes pluies, le Montreuillois et l'Audomarois sont de nouveau touchés par la montée des eaux. On dénombre 189 communes et 1 299 habitations concernées, 486 évacuations, 74 routes départementales barrées sur 187 299 km et 500 foyers privés d’électricité. Des moyens de pompage français et européens sont mis en place. Un nouveau décompte de la préfecture, établi à la fin de la première semaine de janvier, fait état de 191 communes et 2 768 habitations touchées,.
Le 4 janvier 2024, Christophe Béchu, ministre de la Transition écologique et de la Cohésion des territoires et Olivier Véran, porte-parole du gouvernement, viennent dans le département afin de rencontrer les maires et les sinistrés, en présence de Xavier Bertrand, président du conseil régional des Hauts-de-France. Le ministre annonce une réunion le 9 janvier 2024 au siège du département du Pas-de-Calais à Arras où seront réunis les syndicats, les intercommunalités concernées et la région des Hauts-de-France, et où des mesures seront annoncées afin de réduire les conséquences dans le futur.
À la suite des deux épisodes consécutifs d'inondations dans le département, en novembre 2023 et en janvier 2024, le 7 janvier 2024, le ministre de l'Économie et des Finances Bruno Le Maire annonce que les sinistrés n’auront pas à payer une deuxième fois la franchise d’assurance.
Le 9 janvier 2024, le Premier ministre Gabriel Attal, au soir de sa nomination, s'est rendu à Clairmarais, une des nombreuses communes touchées par les inondations, pour marquer la solidarité de tout le pays. Plus tôt dans l'après-midi, la réunion prévue à Arras a eu lieu en présence de Christophe Béchu, Xavier Bertrand et les instances régionales concernées. Durant cette journée, des mesures ont été annoncées par le Premier ministre et le ministre de la Transition écologique et de la Cohésion des territoires concernant l'augmentation et le maintien durant l'hiver des capacités de pompage, la réduction du délai pour autorisation de curage et les fonds d’aide alloués.
Dès le 11 janvier 2024, les mesures annoncées par le Premier ministre et le ministre de la Transition écologique et de la Cohésion des territoires sont mises en place par le préfet de la Région Hauts-de-France. La modification réglementaire qui a été signée pour faciliter le curage permet le nettoyage des embâcles, des débris et de la végétation et l'élagage sur les rives sans délai et sans démarche et les opérations mettant en jeu la sécurité publique comme l'effondrement d’une berge, travaux sur un pont, envasement excessif, réparation d’ouvrage de protection…) qui peuvent se faire sur simple information préalable de la direction départementale des Territoires et de la Mer. À titre exceptionnel et dérogatoire, le préfet de la Région Hauts-de-France autorise le curage sans modification du profil hydraulique ni levées de certains verrous hydrauliques limitant l’écoulement. Les travaux d’urgence peuvent débuter dès le 15 janvier.

##### Communes sinistrées
Par arrêté du 14 novembre 2023, 220 communes du Pas-de-Calais sont reconnues en état de catastrophe naturelle puis, par un second arrêté du 30 novembre 2023, 84 autres communes du Pas-de-Calais sont ajoutées, ce qui représente 34 % des communes du Pas-de-Calais,,. Par arrêté du 18 décembre 2023, 17 communes sont ajoutées ce qui porte à 321 le nombre de communes reconnues en état de catastrophe naturelle, soit 36 % des communes du Pas-de-Calais,. Par arrêté publié le 9 février 2024, huit nouvelles communes du Pas-de-Calais sont ajoutées à la liste des communes reconnues en état de catastrophe naturelle. Par arrêté du 7 mars 2024 publié le 10 mars 2024, 82 communes du Pas-de-Calais sont ajoutées à la liste des communes reconnues en état de catastrophe naturelle pour inondations par remontée de nappe phréatique.

##### Février 2024
Comme il l'avait annoncé début janvier, le Premier ministre Gabriel Attal, accompagné de Christophe Béchu, ministre de la Transition écologique et de la Cohésion des territoires, est revenu le 8 février 2024 dans l'Audomarois afin de mesurer l'avancée des travaux et d'échanger avec les sinistrés. Il a annoncé de nouvelles mesures d'aide pour les entreprises, les collectivités et les particuliers.

##### Conséquences sur les routes départementales
À la suite des inondations et des crues, le département du Pas-de-Calais examine 622 kilomètres de routes départementales, soit 10 %, afin de déterminer la nature des travaux à entreprendre pour leur remise en état, pour un coût estimé à 50 millions d'euros. À cela s'ajoute le contrôle de 600 ponts où des travaux de renforcement seront nécessaires, allant même jusqu'à la destruction et la reconstruction d'un nouveau pont, comme il en a été décidé dans la commune de Cormont pour l'ouvrage traversant la Dordonne.

##### Rachat de maisons sinistrées par l’État
Lors de la réunion du 23 janvier 2024, à la préfecture d'Arras, du comité de suivi ministériel des inondations composé d'une soixantaine d’élus et de gestionnaires des cours d’eau, Christophe Béchu, le ministre de la Transition écologique et de la Cohésion des territoires a annoncé la mise en place d'un rachat automatique par l’État de maisons sinistrées. Ce dispositif, qui rentre le cadre du fonds Barnier, permettra  aux sinistrés qui ont subi des dégâts, qui dépassent la moitié de la valeur vénale de leur maison, d'être éligibles à un rachat automatique par l’État, dans la limite de 240 000 euros, et pour ceux qui n’atteignent pas 50 % de la valeur vénale, ils pourront demander un rachat amiable. Les contours (zones concernées) seront précisés ultérieurement par le préfet du Pas-de-Calais.
Par ailleurs, le ministre a annoncé que, dans les semaines à venir, les cartes sur les risques inondations vont être repensées avec des règles d'urbanisme élaborées conjointement avec les communes,.

## Histoire

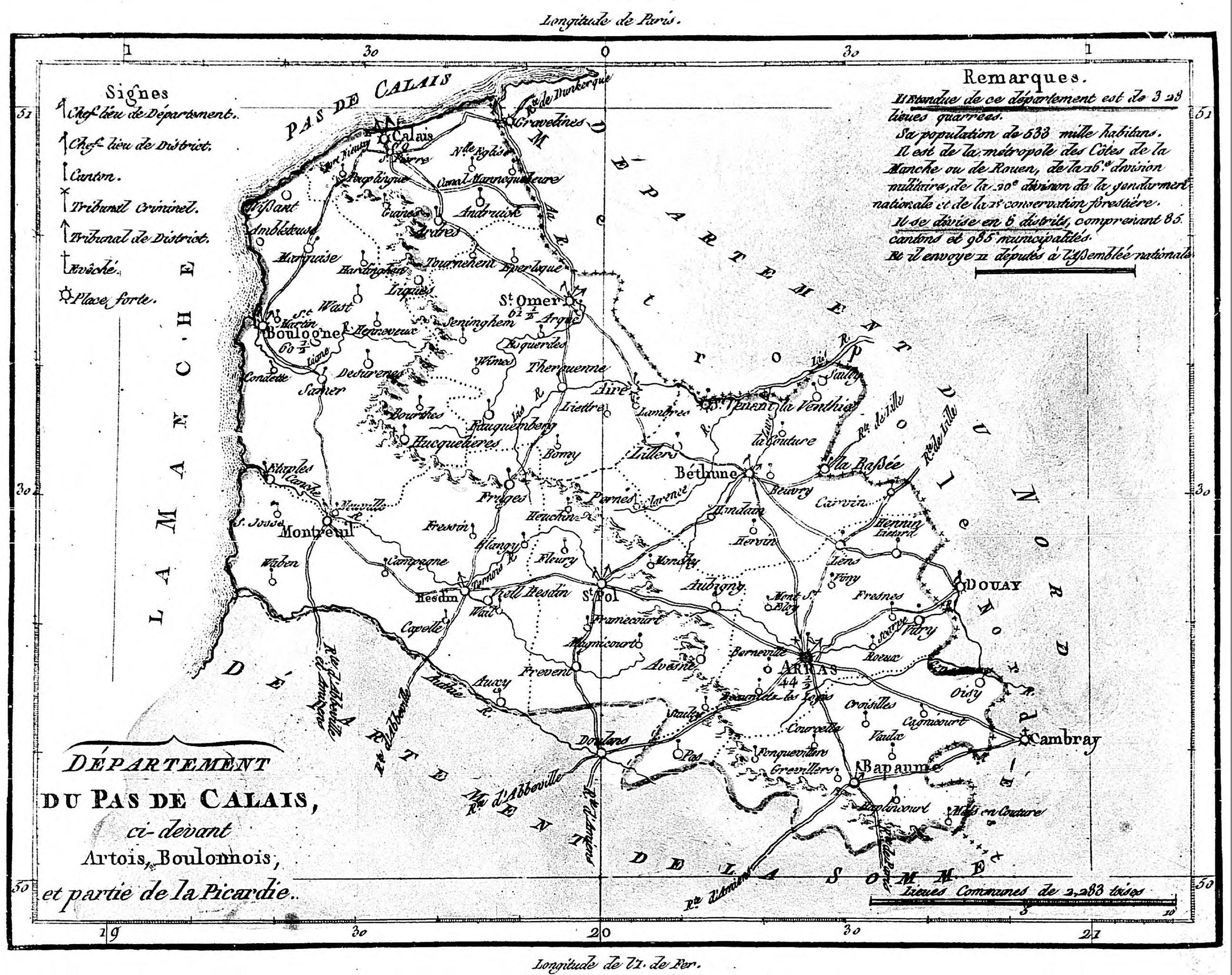
Carte du Pas-de-Calais en 1792.

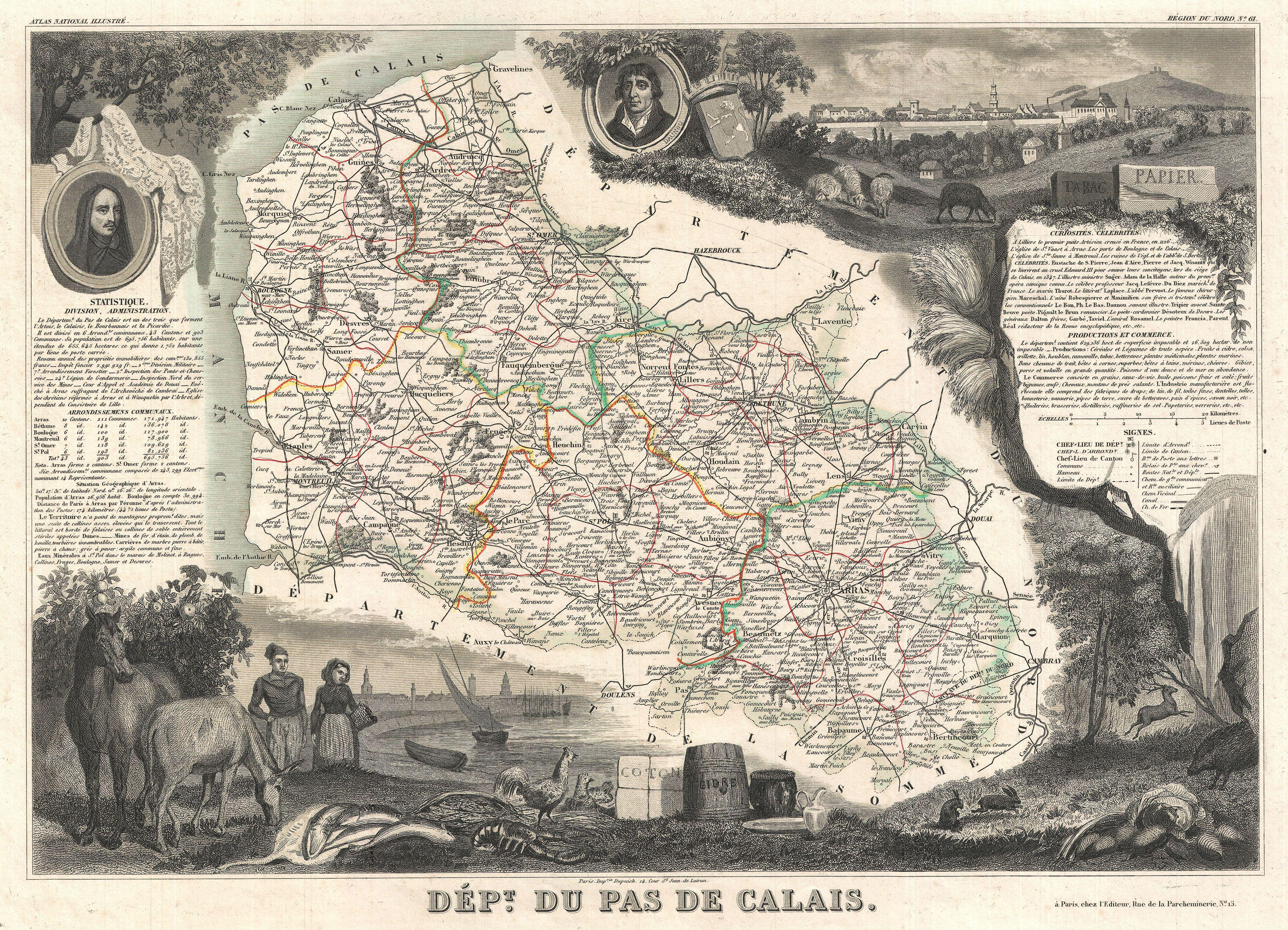
Carte du Pas-de-Calais en 1852.

### Création du département
Le Pas-de-Calais est l'un des 83 départements créés à la Révolution française, le 4 mars 1790, en application de la loi du 22 décembre 1789. Pour créer ce département, le régime révolutionnaire fusionne une partie de la province de Picardie (Boulonnais, Calaisis et une partie du Ponthieu) avec l'Artois (reconquis sur les Pays-Bas du Sud un siècle plus tôt). En 1806, il y avait 1 261 habitants dans le département ayant pour langue maternelle le flamand (français), principalement dans les environs de Saint-Omer.
Sous Napoléon Ier, c'est le Boulonnais qui est choisi pour assembler l'armée des côtes de l'Océan, devenue « Grande Armée », pour préparer le débarquement en Angleterre entre 1803 et 1805. La première distribution de la Légion d'honneur a lieu au camp de Boulogne le 16 août 1804. Après la victoire des coalisés à la bataille de Waterloo le 18 juin 1815, le département entier est occupé par les troupes britanniques de juin 1815 à novembre 1818.

### Première Guerre mondiale
La Première Guerre mondiale est particulièrement dure dans ce département, alors habité par environ un million de personnes. Le front passant à quelques kilomètres à l'est de Lens et d'Arras, de nombreuses batailles marquent le territoire. Les hommes sont en grande partie mobilisés ou doivent travailler à la mine. Une partie de la population doit fuir.
En 1918, des « comités de réfugiés » ou « unions de réfugiés » existent dans les zones les moins touchées et non-occupées, associant souvent Belges et Français (par exemple au Portel, à Berck, à Rang-du-Fliers, au Touquet-Paris-Plage et à Saint-Omer). À Boulogne-sur-Mer est créée une Œuvre du placement gratuit des réfugiés. À Calais, un Comité des réfugiés du Pas-de-Calais cohabite avec un Comité officiel belge de secours aux réfugiés. Leur interlocuteur commun est à la préfecture le service départemental des réfugiés et celui des évacuations, ainsi que la commission départementale des réfugiés (11 membres se réunissant deux fois par semaine à la préfecture, plus une sous-commission de trois membres traitant des urgences). La Croix-Rouge et de nombreuses œuvres charitables les aident. Au printemps 1918, un Service de reconstitution des régions libérées tente de préparer le retour des populations et la protection des biens, services et personnes dans les zones où l'ennemi a reculé. Il faut y faire parvenir des matériels, denrées et mobiliers, ce qui nécessite des moyens de transports difficiles à trouver.
À la signature de l'Armistice, le Pas-de-Calais est probablement le département le plus dévasté. Plusieurs villes dont Lens sont rasées, les installations minières et les habitats attenants sont dévastés, et « plus de deux cents communes rurales n'existent plus » selon André Mabille de Poncheville. Le département est classé avec onze autres en zone rouge et souffre de séquelles physiques, psychiques et environnementales durant des décennies.

### Seconde Guerre mondiale
Le littoral, un peu épargné par la Première Guerre mondiale, est plus durement touché par la Seconde. Les ports de Calais et Boulogne-sur-Mer sont assiégés par les Allemands en mai 1940, juste avant l'opération Dynamo à Dunkerque.
Les Allemands craignant un débarquement venant d'Angleterre sur les côtes du Pas-de-Calais, de nombreux blockhaus et fortifications sont construits sur le littoral, formant partie du mur de l'Atlantique, mais également dans les terres comme la Coupole d'Helfaut, le blockhaus d'Éperlecques et la forteresse de Mimoyecques. En juin 1944, différentes opérations de diversion ont lieu dans le Pas-de-Calais visant à couvrir le débarquement de Normandie.
Les bombardements sont nombreux et certaines villes sont entièrement détruites. Les habitants vivent dans des caves ou partent se réfugier loin des conflits. Calais est déclarée détruite à 73 %, Boulogne-sur-Mer à 85 %. Cette dernière est la ville de France qui a connu le plus de bombardements aériens.
C'est principalement dans le Pas-de-Calais que la grève patriotique des 100 000 mineurs du Nord-Pas-de-Calais de mai-juin 1941 prive les Allemands de 93 000 tonnes de charbon pendant près de deux semaines, déclenchant une répression terrible. C'est l'un des premiers actes de résistance collective à l'occupation nazie en France, qui se solda par plus d'une centaine d'arrestations, des exécutions et la déportation de 270 personnes.

## Politique et administration

### Politique
- Liste des députés du Pas-de-Calais
- Liste des sénateurs du Pas-de-Calais
- Liste des conseillers généraux du Pas-de-Calais

### Administration

Arrondissements du Pas-de-Calais.

- Liste des préfets du Pas-de-Calais
- Liste des arrondissements du Pas-de-Calais
- Liste des communes du Pas-de-Calais
- Liste des anciennes communes du Pas-de-Calais
- Archives départementales du Pas-de-Calais

## Équipements et services publics
En juin 2023, le département est couvert par 45 maisons France services fixes et cinq itinérantes.
Ce guichet unique des services publics, ouvert à tous, offre les services suivants : caisse d’allocations familiales (CAF), caisse primaire d'assurance maladie (CPAM), l’Assurance Retraite, la Mutualité sociale agricole (MSA), Pôle emploi, l’agence nationale des titres sécurisés (ANTS), les impôts, La Poste, le ministère de la Justice (point justice) et permet d'effectuer les démarches suivantes comme, déclarer ses revenus, faire une demande de permis de conduire, de passeport ou de carte d’identité, demander une aide sociale, gérer son compte Ameli, utiliser un ordinateur, etc..

### Espaces publics
Le département dispose de 22 communes avec une plage surveillée, 21 en bord de mer et la commune d'Avion. Ces 22 sites font l'objet d'un suivi régulier par l'agence régionale de santé (ARS) de la qualité des eaux de baignade dont les résultats sont disponibles pour le public. 
Liste des communes avec une plage surveillée dans le Pas-de-Calais

### Enseignement
Bien que peuplé de plus d'un million d'habitants, le Pas-de-Calais est resté longtemps dépourvu d'université. En 1991 et en 1992, l'université du Littoral et l'université d'Artois sont créées. Elles présentent la particularité d'être multipolaires et inter-départementales : implantées à Boulogne-sur-Mer, Calais, Dunkerque et Saint-Omer pour l'une et Arras, Béthune, Douai, Lens et Liévin pour l'autre.
Par ailleurs, l'Institut de Génie Informatique et Industriel (IG2I), école interne de Centrale Lille a est créé en 1992 pour combler le manque d'école d'ingénieurs dans le Pas-de-Calais. Elle est, au 1er septembre 2020, l'une des 204 écoles d'ingénieurs françaises accréditée à délivrer un diplôme d'ingénieur.
La création de ces deux ensembles universitaires a accompagné le processus de massification de l'enseignement, sensible également dans le département autant que dans le reste du pays.
Selon l'Insee, au travers du recensement général de la population 1999, les évolutions qu'a connues le département sont importantes.
Entre 1990 et 1999, la proportion de jeunes scolarisés s'est sensiblement accrue.
Enfin, le nombre des personnes âgées de plus de 25 ans poursuivant des études a sextuplé en neuf ans, et il faut sans doute y voir l'impact de la création des structures universitaires.
Le niveau moyen de formation initiale s'élève : les jeunes de 15 à 24 ans sortis de l'école sans diplôme ou avec un niveau certificat d'études primaires ne représentent plus que 7,1 % de leur classe d'âge, contre 24,1 % des personnes âgées de 30 à 39 ans, et 42,2 % des personnes âgées de 40 à 59 ans.

### Santé

#### Établissements d'hébergement pour personnes âgées dépendantes (Ehpad)
Le Pas-de-Calais dispose, en 2024, de 134 établissements d'hébergement pour personnes âgées dépendantes (Ehpad).

#### Établissement Public de Santé Mentale du Val de Lys – Artois
Le Pas-de-Calais dispose d'une structure publique spécialisée dans le domaine de la psychiatrie, l'Établissement Public de Santé Mentale du Val de Lys – Artois. Les secteurs géographiques couverts par cet établissement, situé dans la ville de Saint-Venant, regroupe une population d'environ 500 000 habitants. La structure médico-psychatrique met à disposition de la population un ensemble de services et d'équipements pour accueillir toute personne nécessitant des soins,,,,,.
L'établissement est réparti en 5 pôles d'activités majeurs dans les Hauts-de-France :
- Le Pôle de Psychiatrie Générale Ouest prenant en charge les secteurs adultes de Aire-sur-la-Lys et Saint-Omer.
- Le Pôle de Psychiatrie Générale Est prenant en charge les secteurs adultes de Bruay-la-Buissière, Béthune et Nœux-les-Mines.
- Le Pôle de Psychiatrie Générale Centre prenant en charge les secteurs adultes de Lillers et Saint-Pol-sur-Ternoise.
- Le Pôle de Pédopsychiatrie prenant en charge l'Inter-secteur de Béthune, Bruay-La-Buissière, l'Inter-secteur de Lillers, Nœux-les-Mines, Aire-sur-la-Lys, Saint-Omer.
- Le Pôle des Activités Transversales prenant en charge le service de réhabilitation psychosociale la pharmacie, le service intersectoriel d'addictologie, le Département d'Information Médicale, les consultations spécialisées, le centre de tri des analyses médicales et l'équipe Opérationnelle d'Hygiène et les vigilances.

### Justice, sécurité, secours et défense
Le Pas-de-Calais étant une zone à risque important d'inondations et de submersion marine, entre début 2025 et début 2026, les pompiers du Pas-de-Calais seront dotés de quatre pompes mobiles de grande capacité, pour un coût total de 3,2 millions d’euros, capables de rejeter dix millions de litres par heure. Ces pompes seront positionnées dans des lieux stratégiques, ce qui permettra un déploiement plus rapide en cas de besoin. La région avait fait appel, lors des dernières inondations de fin 2023 et début 2024, à des pompes venues des Pays-Bas.

## Population et société

### Gentilé
Les habitants sont appelés les Pas-de-Calaisiens. Le sobriquet patoisant de « boyaux rouges » leur est également appliqué, principalement aux Artésiens.

### Démographie
Le Pas-de-Calais est un des départements les plus peuplés et les plus urbanisés de France. Pourtant, il n'a aucune très grande ville : la plus importante, Calais, représente environ 75 000 habitants intra-muros, suivie de Boulogne-sur-Mer et d'Arras, quasiment ex aequo.
Le reste du top 10 est exclusivement occupé par des villes du bassin minier à l'est du département, qui s'est beaucoup développé au cours du XIXe siècle et pendant la première moitié du XXe siècle. On n'y trouve pas véritablement de grande ville, mais autour des centres comme Lens, Liévin, Béthune, Bruay-la-Buissière et Hénin-Beaumont, une multitude de petites villes sont accolées les unes aux autres, formant une vaste et très dense conurbation qui se prolonge dans le département du Nord, formant un ensemble presque continu de plus de 1,2 million d'habitants. Jusqu'à la Première Guerre mondiale, l'activité minière entretient une croissance démographique élevée (700 000 habitants vers 1850, presque 1 million en 1900). Le conflit affecte directement la zone (qui connut l'occupation allemande et fut l'un des principaux champs de bataille), mais la population ré-augmente fortement dès le lendemain de la guerre, pour atteindre 1 200 000 habitants. Après la crise économique de 1929, une autre période de décroissance s'amorce, prolongée par la Seconde Guerre mondiale. Après 1945, la croissance revient avec la reconstruction et la population augmente nettement pendant une vingtaine d'années, de 1 168 545 en 1946 à 1 397 159 en 1968. Depuis, le nombre d'habitants stagne (1 441 568 en 1999) : la population reste jeune et les naissances sont largement excédentaires sur les décès, mais le solde migratoire est fortement négatif à cause du déclin des activités minières et des industries liées. Certaines villes qui ne vivaient que des mines ont perdu jusqu'à la moitié de leur population au cours du dernier demi-siècle.
Par contraste, la densité de population est bien plus faible dans le centre et le sud du département, parsemés de nombreux petits villages et de quelques petites villes. Autrefois, ce furent des villes comme Aire-sur-la-Lys, jusqu'au XVIIe siècle, qui s'avéraient les plus denses. Elles conservent malgré tout une population moyenne (l'agglomération d'Aire-sur-la-Lys compte tout de même 23 000 habitants).
Le Pas-de-Calais est le département qui a le plus grand nombre de communes. Toutes ces communes appartiennent à des structures intercommunales (voir la liste des communes).

#### Évolution démographique
En 2022, le département comptait 1 460 184 habitants, en évolution de −0,72 % par rapport à 2016 (France hors Mayotte : +2,11 %).
| 1791 | 1801    | 1806    | 1821    | 1826    | 1831    | 1836    | 1841    | 1846    |
| ---- | ------- | ------- | ------- | ------- | ------- | ------- | ------- | ------- |
| -    | 534 416 | 570 095 | 626 571 | 642 964 | 655 215 | 664 654 | 685 021 | 695 752 |

| 1851    | 1856    | 1861    | 1866    | 1872    | 1876    | 1881    | 1886    | 1891    |
| ------- | ------- | ------- | ------- | ------- | ------- | ------- | ------- | ------- |
| 692 994 | 712 846 | 724 338 | 749 777 | 761 158 | 793 140 | 819 022 | 853 526 | 874 364 |

| 1896    | 1901    | 1906      | 1911      | 1921    | 1926      | 1931      | 1936      | 1946      |
| ------- | ------- | --------- | --------- | ------- | --------- | --------- | --------- | --------- |
| 906 249 | 955 391 | 1 012 466 | 1 068 155 | 989 967 | 1 171 912 | 1 205 191 | 1 179 467 | 1 168 545 |

| 1954      | 1962      | 1968      | 1975      | 1982      | 1990      | 1999      | 2006      | 2011      |
| --------- | --------- | --------- | --------- | --------- | --------- | --------- | --------- | --------- |
| 1 276 833 | 1 366 282 | 1 397 159 | 1 402 295 | 1 412 413 | 1 433 203 | 1 441 568 | 1 453 387 | 1 462 807 |

| 2016      | 2021      | 2022      | - | - | - | - | - | - |
| --------- | --------- | --------- | - | - | - | - | - | - |
| 1 470 725 | 1 461 441 | 1 460 184 | - | - | - | - | - | - |

#### Communes les plus peuplées

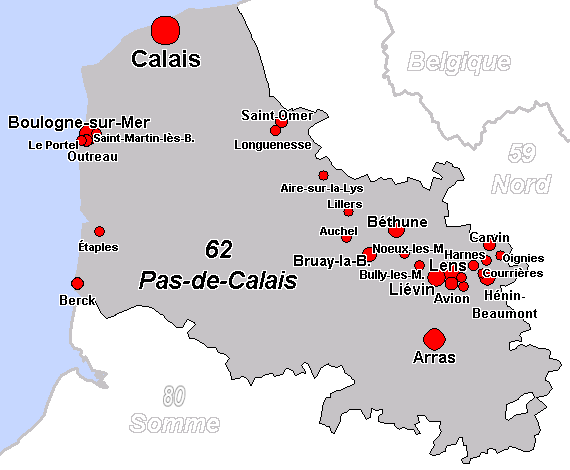
Communes de plus de 10000 habitants du Pas-de-Calais.

| Nom                | Code Insee | Intercommunalité                       | Superficie (km2) | Population (dernière pop. légale) | Densité (hab./km2) | Modifier                                    |
| ------------------ | ---------- | -------------------------------------- | ---------------- | --------------------------------- | ------------------ | ------------------------------------------- |
| Calais             | 62193      | CA Grand Calais Terres et Mers         | 33,50            | 67 585 (2022)                     | 2 017              | modifier les données · modifier les données |
| Arras              | 62041      | CU d'Arras                             | 11,63            | 42 621 (2022)                     | 3 665              | modifier les données · modifier les données |
| Boulogne-sur-Mer   | 62160      | CA du Boulonnais                       | 8,42             | 41 039 (2022)                     | 4 874              | modifier les données · modifier les données |
| Lens               | 62498      | CA de Lens-Liévin                      | 11,70            | 32 697 (2022)                     | 2 795              | modifier les données · modifier les données |
| Liévin             | 62510      | CA de Lens-Liévin                      | 12,83            | 30 113 (2022)                     | 2 347              | modifier les données · modifier les données |
| Hénin-Beaumont     | 62427      | CA Hénin-Carvin                        | 20,72            | 25 764 (2022)                     | 1 243              | modifier les données · modifier les données |
| Béthune            | 62119      | CA de Béthune-Bruay, Artois-Lys Romane | 9,46             | 25 342 (2022)                     | 2 679              | modifier les données · modifier les données |
| Bruay-la-Buissière | 62178      | CA de Béthune-Bruay, Artois-Lys Romane | 16,35            | 21 997 (2022)                     | 1 345              | modifier les données · modifier les données |
| Carvin             | 62215      | CA Hénin-Carvin                        | 21,03            | 17 966 (2022)                     | 854                | modifier les données · modifier les données |
| Avion              | 62065      | CA de Lens-Liévin                      | 13,04            | 17 571 (2022)                     | 1 347              | modifier les données · modifier les données |
| Saint-Omer         | 62765      | CA du Pays de Saint-Omer               | 16,40            | 14 358 (2022)                     | 875                | modifier les données · modifier les données |
| Outreau            | 62643      | CA du Boulonnais                       | 7,09             | 13 398 (2022)                     | 1 890              | modifier les données · modifier les données |
| Berck              | 62108      | CA des Deux Baies en Montreuillois     | 14,88            | 12 967 (2022)                     | 871                | modifier les données · modifier les données |
| Harnes             | 62413      | CA de Lens-Liévin                      | 10,76            | 12 264 (2022)                     | 1 140              | modifier les données · modifier les données |
| Bully-les-Mines    | 62186      | CA de Lens-Liévin                      | 7,66             | 12 172 (2022)                     | 1 589              | modifier les données · modifier les données |

#### Pyramide des âges
| Hommes | Classe d’âge   | Femmes |
| ------ | -------------- | ------ |
| 0      | 90 ans et plus | 0,1    |
| 3,8    | 75 à 89 ans    | 7,7    |
| 11,5   | 60 à 74 ans    | 13,7   |
| 14     | 45 à 59 ans    | 14     |
| 23,3   | 30 à 44 ans    | 21,4   |
| 24,1   | 15 à 29 ans    | 21,9   |
| 23,4   | 0 à 14 ans     | 21,1   |

| Hommes | Classe d’âge   | Femmes |
| ------ | -------------- | ------ |
| 0      | 90 ans et plus | 0,2    |
| 4,5    | 75 à 89 ans    | 8,6    |
| 11,9   | 60 à 74 ans    | 14,5   |
| 17,9   | 45 à 59 ans    | 17     |
| 22,2   | 30 à 44 ans    | 20,6   |
| 22,4   | 15 à 29 ans    | 20,2   |
| 21,1   | 0 à 14 ans     | 18,9   |

| Hommes | Classe d’âge   | Femmes |
| ------ | -------------- | ------ |
| 0,2    | 90 ans et plus | 0,9    |
| 5      | 75 à 89 ans    | 8,9    |
| 10,9   | 60 à 74 ans    | 12,8   |
| 20,9   | 45 à 59 ans    | 20     |
| 21,2   | 30 à 44 ans    | 19,8   |
| 20,6   | 15 à 29 ans    | 18,7   |
| 21,3   | 0 à 14 ans     | 18,9   |

### Sports et loisirs
Le Racing Club de Lens est le principal club de football du département. L'Union sportive Boulogne Côte d'Opale évolue aujourd'hui en National après avoir joué en Ligue 1 et en Ligue 2.
Sur la Côte d'Opale, on pratique le char à voile, le cerf-volant, le speed sail, le kitesurf ou encore le tennis et le golf.
Dans l'arrageois et le boulonnais, les clubs de courses en ligne de canoê et de kayak sont dynamiques. L'ASL Grand Arras est le club qui cumule les titres de champion de France depuis 1988, de nombreux athlètes ont brillé ou brillent au niveau international. Le club est engagé dans une dynamique de formation des jeunes, ils sont régulièrement placés sur les podiums européens et mondiaux.
En 2012, le Pas-de-Calais a fait office de base arrière pour les Jeux olympiques de Londres où de nombreuses délégations sportives françaises et étrangères sont venus pour peaufiner leur préparation avant les Jeux.
Le département accueillera et mettra à disposition des équipes sportives ses infrastructures pour la préparation des jeux olympiques et paralympiques de Paris 2024 : un engagement concrétisé par l’obtention du label "Centre de Préparation aux Jeux".
Le Pas-de-Calais est traversé par sept sentiers de grande randonnée (GR) et onze sentiers de grande randonnée de pays (GRP),.

### Culte

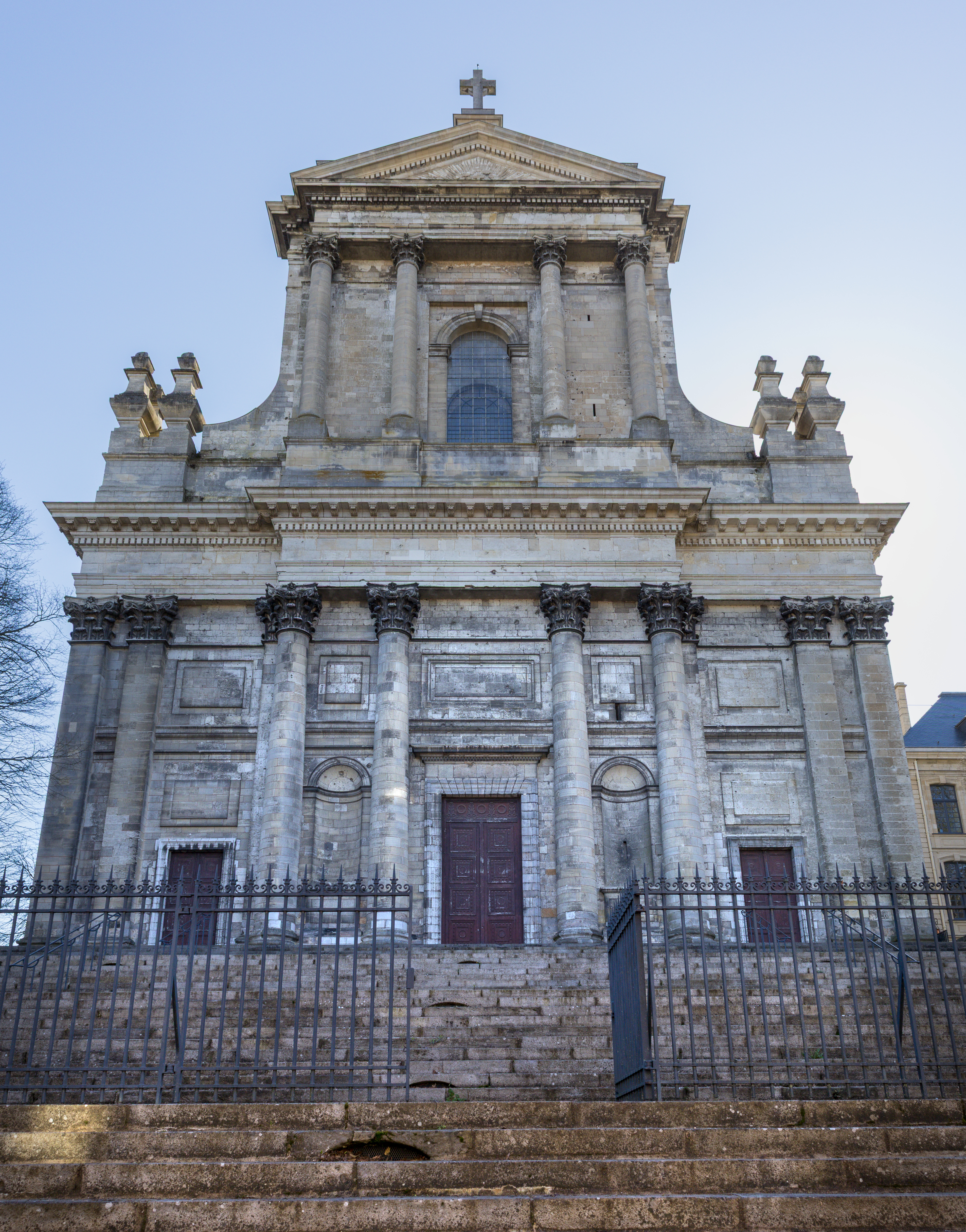
Façade de la cathédrale Notre-Dame-et-Saint-Vaast d'Arras.

- Cathédrale Notre-Dame-et-Saint-Vaast à Arras
- Basilique Notre-Dame-de-l'Immaculée-Conception à Boulogne-sur-Mer
- Cathédrale Notre-Dame à Saint-Omer

## Économie

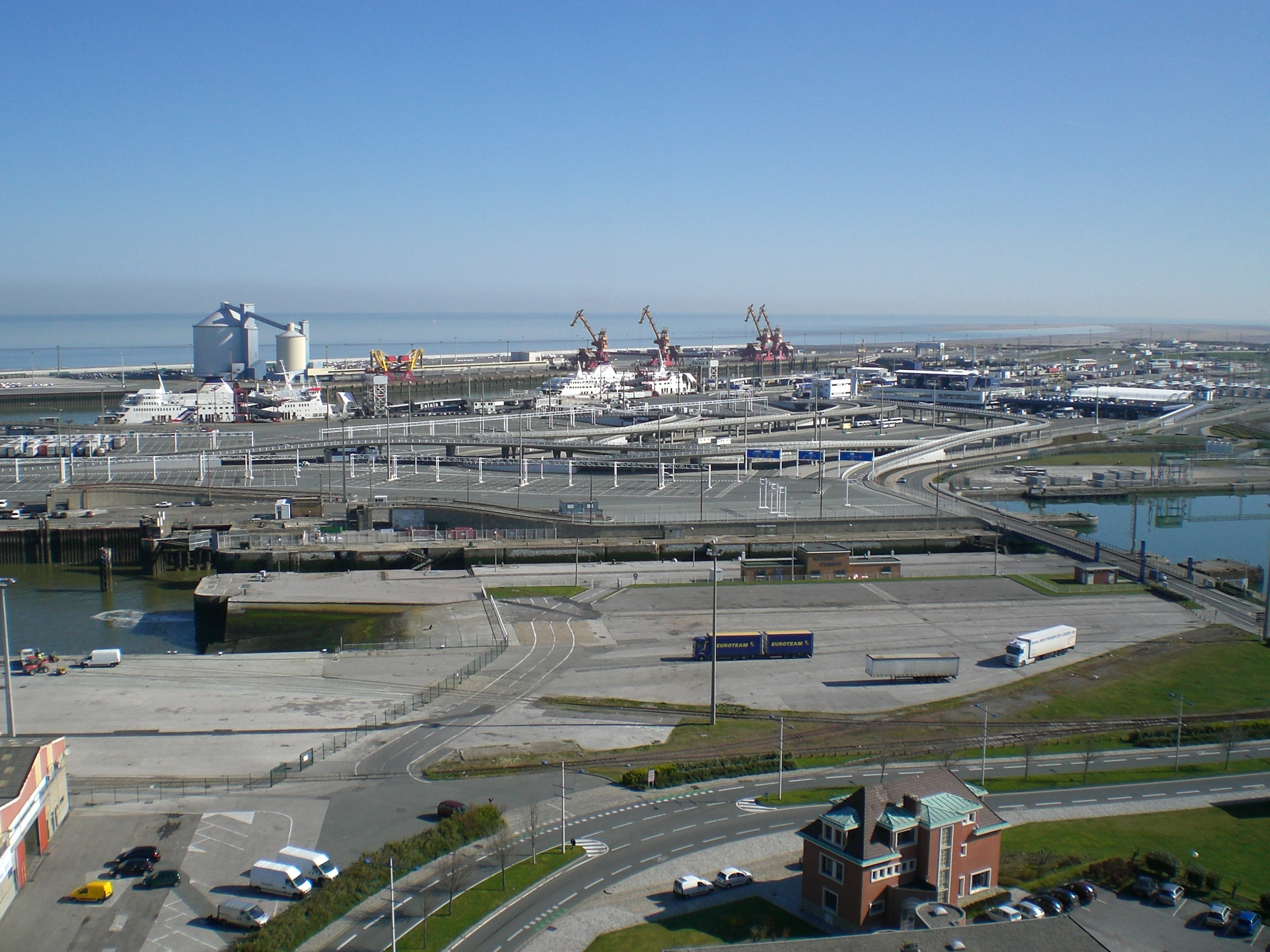
Le port de Calais.

L'exploitation minière et le textile furent les deux principales activités dans le Pas-de-Calais. Mais maintenant, les deux activités sont arrêtées. L'activité touristique est importante, sur le littoral notamment. Le port de Calais est, avec son homologue de Douvres en Angleterre, l'un des principaux ports de passagers du monde. Le port de Boulogne-sur-Mer, quant à lui, est aujourd'hui le premier port de pêche de France et le premier centre européen de transformation des produits de la mer.

### Agriculture
L'agriculture est le secteur qui représente le plus d'emplois dans ce département. Ses productions sont : en première position le végétal (blé, maïs, orge, maraichage, etc.), en deuxième position le lait de vache — avec une moyenne de 80 vaches laitières par exploitation —, et en troisième position les viandes bovines et porcines. Le Pas-de-Calais a besoin de l'agriculture pour son économie[citation nécessaire].

### Tourisme

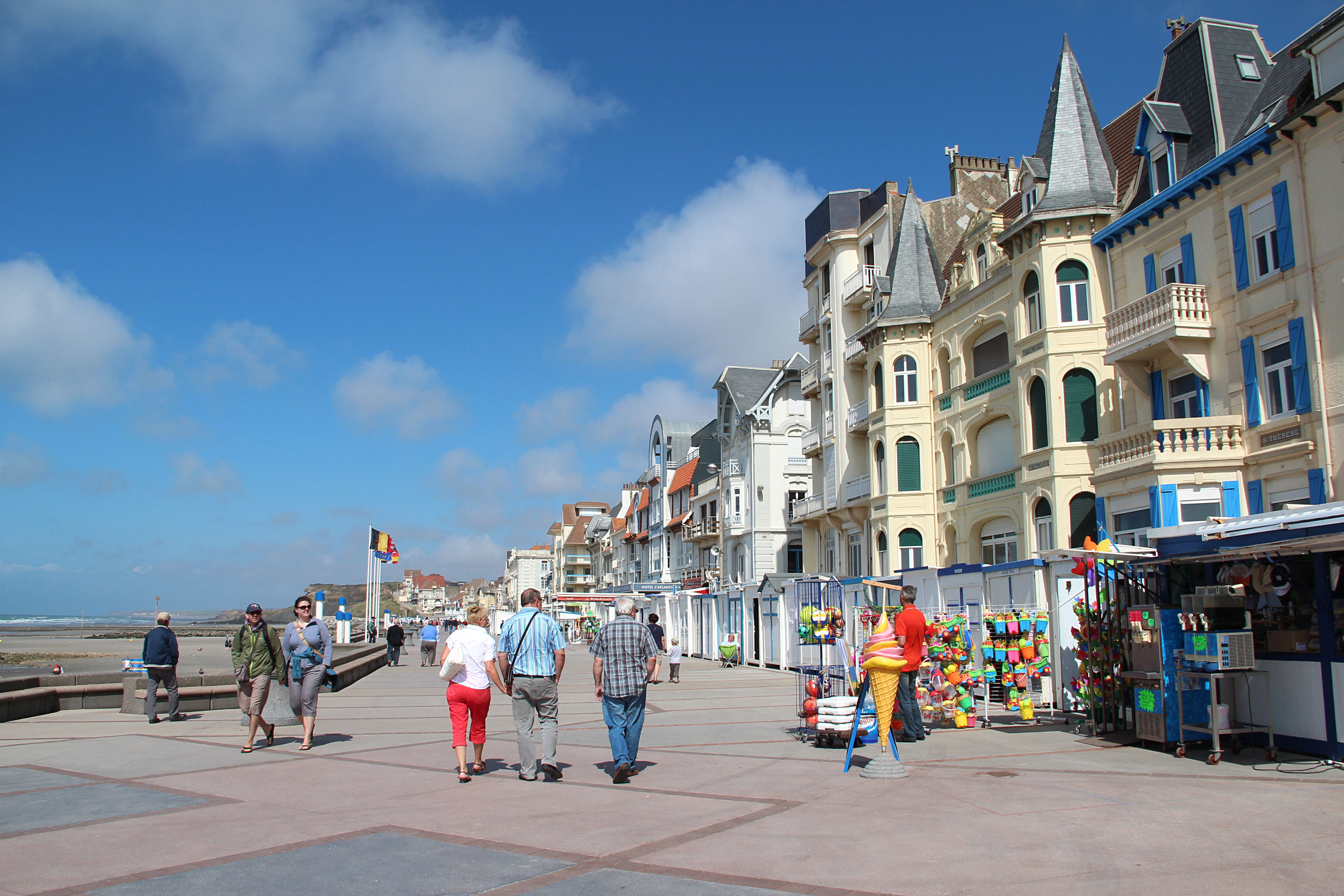
Digue de Wimereux, le long de la plage.

La Côte d'Opale est le principal lieu touristique du département, avec ses longues plages, ses stations balnéaires (Berck, Le Touquet, Hardelot, Wimereux, Wissant, etc.), ses sites naturels (baie de Canche, baie d'Authie, mont Saint-Frieux, dunes d'Écault, cap Gris-Nez, cap Blanc-Nez, platier d'Oye, etc.) ainsi que le centre national de la mer Nausicaá à Boulogne-sur-Mer, considéré comme « le plus grand aquarium d'Europe » et l'un des sites les plus visités du nord de la France.

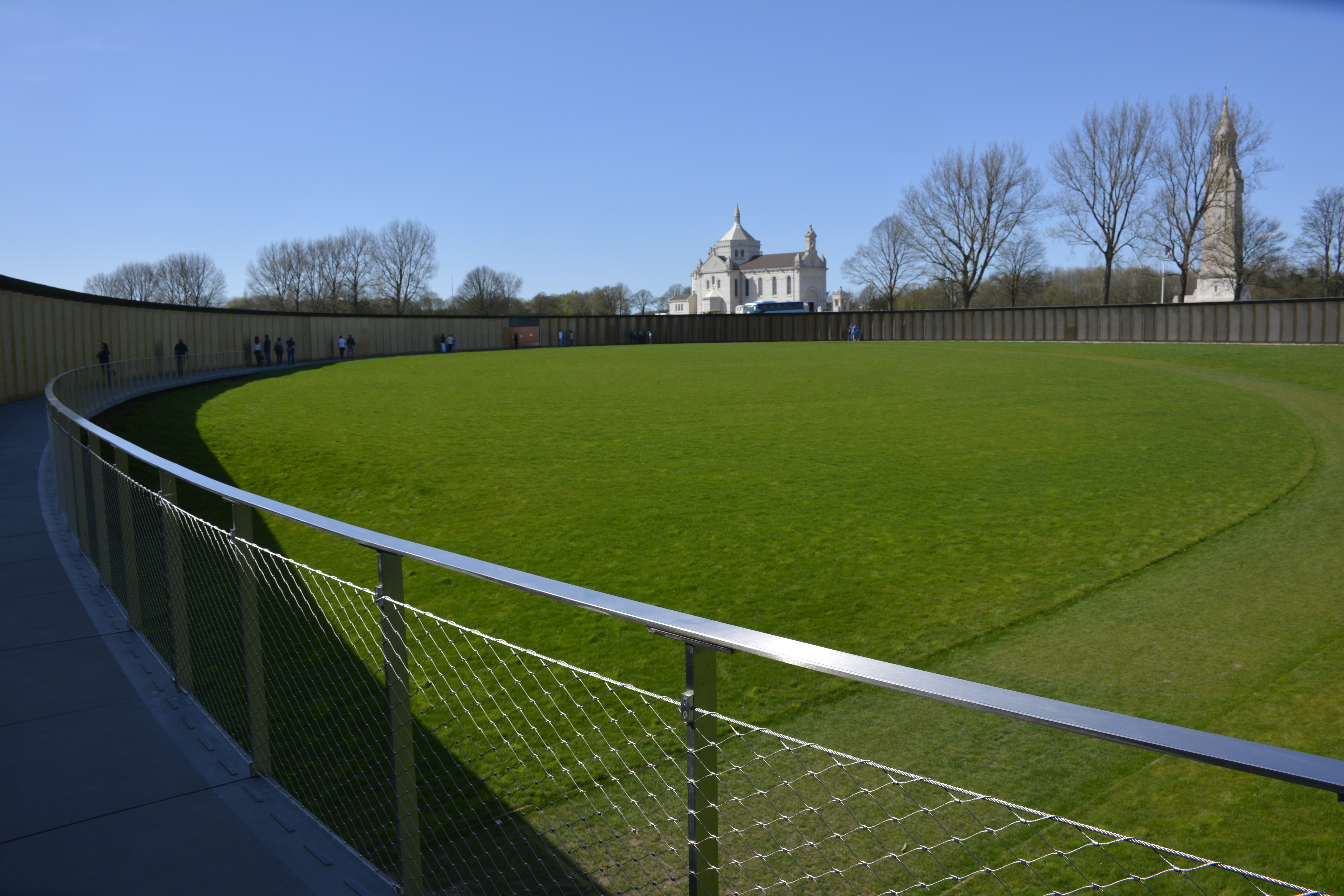
À Notre-Dame-de-Lorette, l'anneau de la mémoire reprend les noms des morts lors de la Grande Guerre.

Le Pas-de-Calais compte de nombreux monuments historiques : églises, cathédrales et basilique (par exemple à Saint-Omer, à Arras et à Boulogne-sur-Mer), châteaux (par exemple à Hardelot, à Boulogne-sur-Mer et à Fresnicourt-le-Dolmen), villes fortifiées, forts et citadelles (par exemple à Montreuil-sur-Mer, à Boulogne, à Arras et à Ambleteuse), hôtels de ville (par exemple à Arras et à Calais) et grandes places (par exemple à Béthune, à Aire-sur-la-Lys, la place des Héros et la Grand-Place à Arras).
Typiques du nord de la France et de la Belgique, les beffrois d'Arras, de Calais, de Boulogne, de Béthune, d'Aire-sur-la-Lys et d'Hesdin sont inscrits au patrimoine mondial de l'UNESCO depuis 2005.
Un tourisme du souvenir des deux guerres mondiales s'est développé autour du musée de centre d'histoire du Mémorial 14-18 de Souchez, du musée de Mémoire 39-45 de Calais, du mémorial de Vimy, de la nécropole de Notre-Dame-de-Lorette, de la coupole d'Helfaut et du blockhaus d'Éperlecques.
Le tourisme industriel se développe autour de l'ancien bassin minier et de l'entreprise Arc international à Arques.
Le département abrite aussi plusieurs musées : le Louvre-Lens, le musée des Beaux-Arts à Arras, Maréis à Étaples-sur-Mer, la maison de la Beurière à Boulogne-sur-Mer, la cité internationale de la dentelle et de la mode et le musée des Beaux-Arts à Calais, le musée de l'hôtel Sandelin à Saint-Omer, le musée de France d'Opale Sud à Berck, le Stade Parc et piscine à Bruay-la-Buissière, etc.

## Culture locale et patrimoine
Le Pas-de-Calais correspond à une grande partie de l'ancien comté d'Artois, ce qui en fait une région diversifiée à cheval entre des régions culturelles distinctes ; on retrouve alors dans la région les Flandres artésiennes, autour de Saint-Omer, Aire-sur-la-Lys et Béthune, et différentes régions issues de la Picardie culturelle (Artois, Ternois, Montreuillois, Boulonnais).

### Personnalités liées au département
- Naissance dans le Pas-de-Calais
- Décès dans le Pas-de-Calais

### Héraldique
| Blason | Blasonnement : « D'azur semé de fleurs de lys d'or et brisé en chef d'un lambel de gueules de trois pendants chargés chacun de trois petits châteaux d'or rangés en pal, à la bordure du même chargée de trois tourteaux de gueules. » Commentaires : Artois : d'azur semé au lambel. Boulonnais : d'or aux trois tourteaux. Armoiries proposées par Robert Louis. |

## Pour approfondir

#### Sur le site de l'Insee
- Dossier complet du département sur le site de l'Insee, [lire en ligne]
- Comparateur de territoires sur le site de l'Insee, [lire en ligne]
- Dossier complet du département sur le site de l'Insee[Note 4], [lire en ligne]
- Projections de population du département sur le site de l'Insee, [lire en ligne]
- Superficie totale du département sur le site de l'Insee, [lire en ligne]